# Великая депрессия
Вели́кая депре́ссия (англ. Great Depression) — мировой экономический кризис, начавшийся 24 октября 1929 года с биржевого краха в США и продолжавшийся до 1939 года (наиболее остро с 1929 по 1933 год). 1930-е годы в целом считаются периодом Великой депрессии.
Великая депрессия наиболее сильно затронула США, Канаду, Великобританию, Германию и Францию, но ощущалась и в других государствах. В наибольшей степени пострадали промышленные города, в ряде стран практически прекратилось строительство. Из-за сокращения спроса цены на сельскохозяйственную продукцию упали на 40—60 %.
В российской историографии термин «Великая депрессия» часто употребляется лишь в отношении экономического кризиса в США. Параллельно также используется термин мировой экономический кризис, который являлся наиболее значительным в современности.

## Предыстория: 1920-е годы

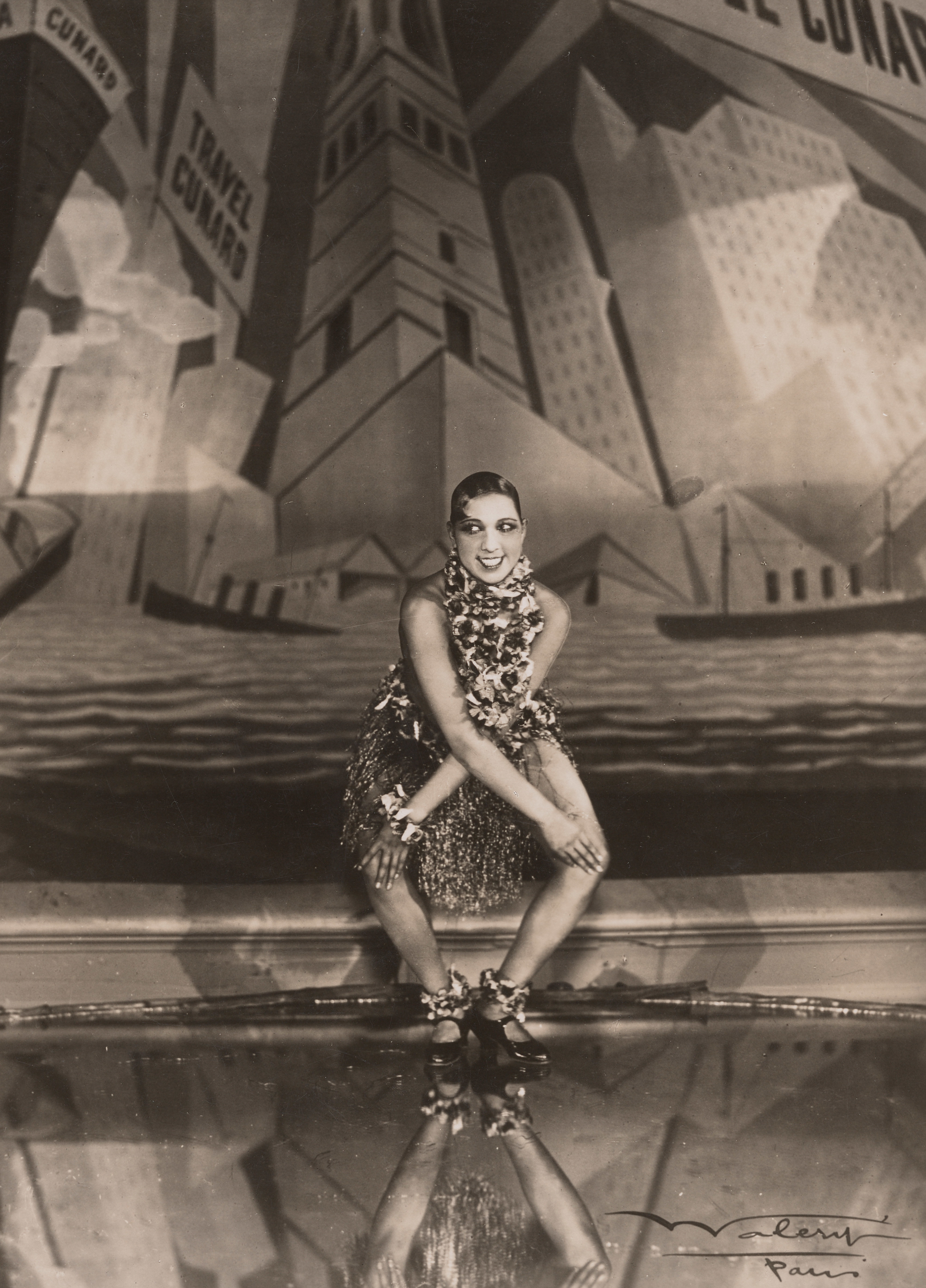
«Ревущие двадцатые»: Ж. Бейкер танцует чарльстон. 1926

Период начала XX века характеризовался целым рядом «эпохальных событий» в истории США и человечества, в целом. Первая мировая война, массовая иммиграция, расовые беспорядки, быстрая урбанизация, рост гигантских промышленных холдингов, появление новых технологий — электричества, автомобилей, радио и кино — наряду с новыми социальными явлениями — такими как «Сухой закон», контроль над рождаемостью, сексуальная революция и эмансипация (включая избирательное право для женщин) — изменили привычный уклад жизни. К этому же периоду относятся как появление рекламного рынка, так и системы потребительского кредитования.
Сегодня в Америке мы ближе к окончательной победе над бедностью, чем когда-либо прежде в истории любой страны.— президент США Герберт Гувер, 11 августа 1928

### Иммигранты
Масштаб изменений, происходивших в Америке в 1920-х годах, был впечатляющим, а разнообразие её культур и укладов того времени было «удивительным». Население США с 1890 года — 62 миллиона человек — почти удвоилось. Как минимум треть данного увеличения была вызвана масштабным притоком иммигрантов, большинство из которых перебралось в Северную Америку из религиозно и культурно «экзотических» регионов Южной и Восточной Европы. В течение трёх десятилетий, в основном через Нью-Йорк, в США переехали четыре миллиона итальянских католиков; полмиллиона православных греков; полмиллиона венгров-католиков; почти полтора миллиона католиков-поляков; более двух миллионов евреев, в основном из входивших в состав Российской империи территорий современных Польши, Украины и Литвы; полмиллиона словаков, преимущественно католиков; миллион восточных славян с территории современных Беларуси и России, в основном, православные; больше миллиона южных славян — католиков, православных, мусульман и евреев — из Румынии, Хорватии, Сербии, Болгарии и Черногории. Иммигрантские волны с начала XX века были настолько велики, что из 123 миллионов американцев, зарегистрированных в ходе переписи 1930 года, каждый десятый родился не в США, а ещё у 20 % по крайней мере один из родителей появился на свет за пределами страны.

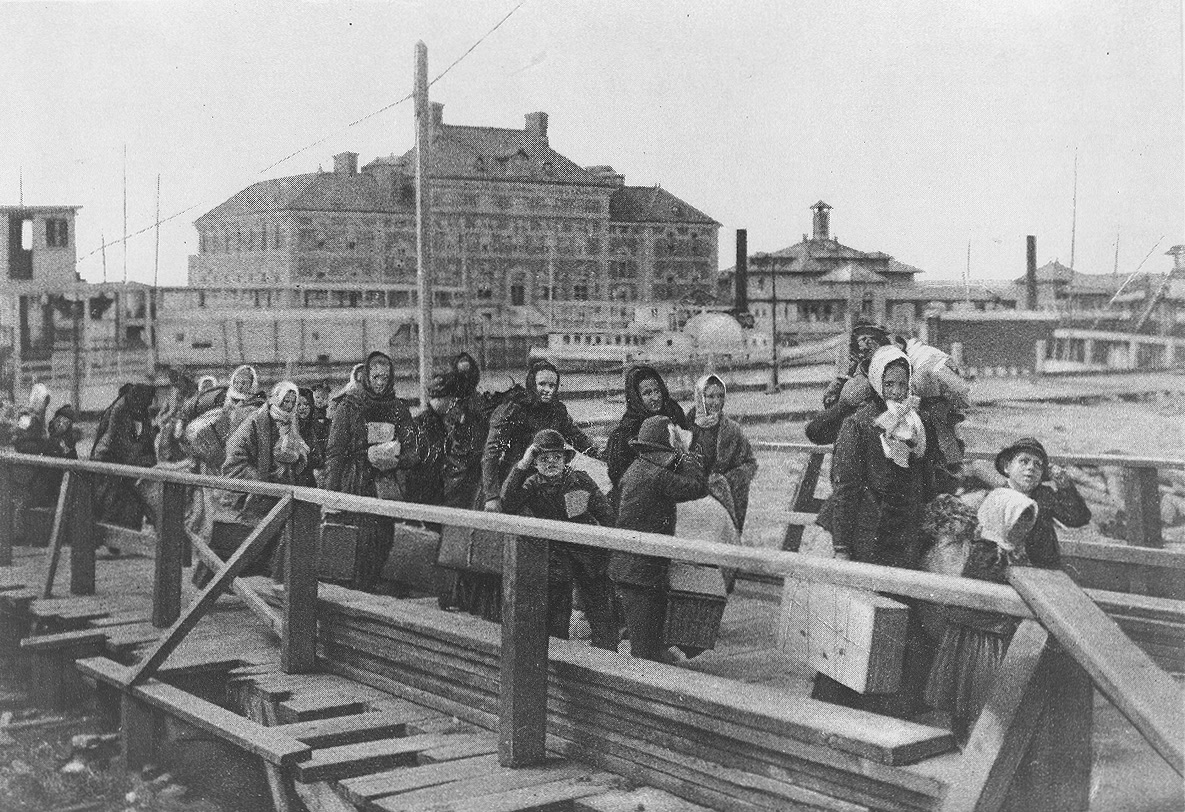
Мигранты прибывают в Нью-Йорк. 1902

Иммигранты поселились во всех штатах, но были слабо представлены на Юге — в значительной степени они обосновались в промышленной зоне на северо-востоке страны. В отличие от первых волн переселенцев, в подавляющем большинстве их «не тянуло к земле» («фронтир» был официально закрыт в 1890) и они становились рабочими на фабриках и заводах; они поселялись не на собственных фермах, а в многоквартирных частных домах в крупных городах. С их прибытием городская Америка превратилась в «многоязычный архипелаг», расположенный в преимущественно англо-протестантском «море» сельской Америки. Так, почти треть из 2,7 миллиона жителей Чикаго 1920-х годов родилась не в США; более миллиона жителей города были католиками, а ещё 125 тысяч — иудеями. Жители Нью-Йорка в те годы говорили на 37 языках, и только один из шести нью-йоркцев посещал протестантскую церковь.
Практически повсеместно общины иммигрантов объединились в этнические анклавы, где они стремились, зачастую безуспешно, как сохранить свое культурное наследие, так и стать американцами. Будучи незнакомы с Америкой до момента своего прибытия, они стремились оказаться рядом с теми, с кем разделяли язык и религию. Еврейские кварталы, «маленькие Италии» и «маленькие Польши» стали частью американских городов, формируя при этом собственные миры: переселенцы читали газеты и слушали радиопередачи на родных языках; они делали покупки в магазинах, которые держали их бывшие соотечественники; хранили деньги в банках и имели дело со страховыми компаниями, которые обслуживали исключительно их этническую группу. Церковные службы также велись на языках Старого Света; их дети обучались в этнических приходских школах, а мертвые оказывались на этнических кладбищах. Иммигранты часто платили взносы в общества взаимопомощи, которые могли бы помочь им в случае наступления «черных дней».
Переезд на другой континент зачастую давался нелегко: иммигранты в основном брались за первую работу, которую могли найти — как правило, это был низкоквалифицированный труд в тяжёлой промышленности, швейном производстве или в строительстве. Изолированные от основной массы американцев языком и религией, они как обладали «скудным» политическим представительством, так и мало участвовали в общественной жизни в целом. Многие из них возвращались на родину: почти треть поляков, словаков и хорватов постепенно вернулась в Европу, как и почти половина итальянцев; более половины греков, русских, румын и болгар также возвратились в Старый Свет.
Многие американцы, родившиеся в США, продолжали в те годы думать об иностранцах как об угрозе. Поток новоприбывших, заметно отличавшийся от более ранних волн, вызывал заметное беспокойство: способность американского общества приспособиться к ним не была очевидна. Возрождение ку-клукс-клана в 1915 году стало одним из экстремистских ответов на «угрозу»: «всадники клана» теперь ездили на машинах, а многие их жертвы были евреями или католиками. К началу 1920-х годов Клан, утверждавший, что в нём состояли около пяти миллионов человек, доминировал в политике двух штатов: Индиана и Орегон. В 1929 году общественные настроения нашли своё отражение в законодательстве. Конгресс США законодательно завершил эру практически неограниченного въезда в страну. В результате многие этнические общины Америки начали «стабилизироваться».

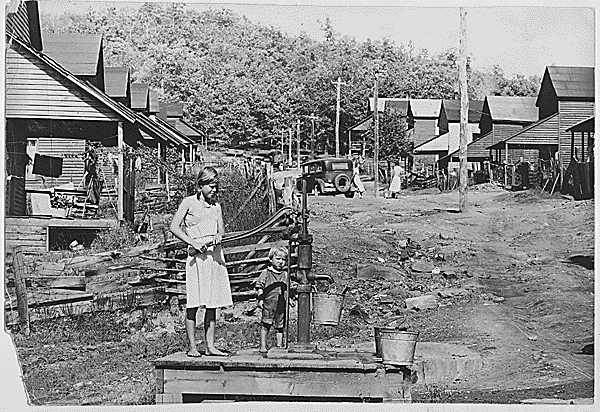
Уличная водопроводная колонка с ручным насосом. Уайлдер, Теннесси, 1942

### Город и деревня. Сельскохозяйственный кризис
«Недавние крестьяне с Волги и Вислы, наряду с пастухами с Карпат и Апеннин», стекались в американские промышленные центры, расположенные в северо-восточном квадранте страны. К 1920 году, впервые в истории, большинство американцев являлись горожанами; в следующем десятилетии ещё около 6 миллионов американских фермеров переехали в города. При этом более 20 % работающих американцев продолжали трудиться на земле и в 1920-х; 44 % населения считались сельскими жителями и в 1930 году. Кроме того, больше половины штатов продолжали оставаться преимущественно сельскими — как по структуре населения и экономике, так и по политическому представительству и образу жизни.
Во многих отношениях деревенские уклады жизни в США того времени остались нетронутыми современностью и 50 миллионов американцев жили в том, что Скотт Фицджеральд назвал «огромным мраком за городом» — их жизнь продолжала следовать сельскохозяйственным ритмам. В 1930 году более 45 миллионов деревенских жителей не имели водопровода и канализации, и почти ни у кого из них не было доступа к электричеству. Уличные туалеты, дровяные печи и масляные лампы продолжали оставаться в ходу; элементы натурального хозяйства (например, приготовление мыла) также являлись частью ежедневного быта. Растущий разрыв между жизнью города и деревни в конце XIX века помог «разжечь популистскую агитацию» (см. Country life movement), которая побудила президента Теодора Рузвельта создать в 1908 году «Комиссию по деревенской жизни» (англ. Commission on Country Life) во главе с ботаником Либерти Хайдом Бейли.
К 1920-м годам длительная сельскохозяйственная депрессия — продукт мировой войны и технологических изменений — заметно обострила проблемы села. С началом боевых действий в Европе в августе 1914 года, американские фермеры начали активно поставлять продовольствие на мировой рынок. Они стали как увеличивать площадь сельскохозяйственных земель, так и урожайность (благодаря более интенсивному возделыванию почвы, в особенности с появлением тракторов). Количество моторизованных сельскохозяйственных машин в военные годы увеличилось в пять раз, до 85 тысяч штук. С наступлением мира эта тенденция только усилилась и к концу 1920-х годов около миллиона фермеров обладали тракторами. А поскольку машины заменяли собой лошадей и мулов, под выращивание еды и выпас молочного скота высвободились ещё 30 миллионов акров бывших пастбищ.

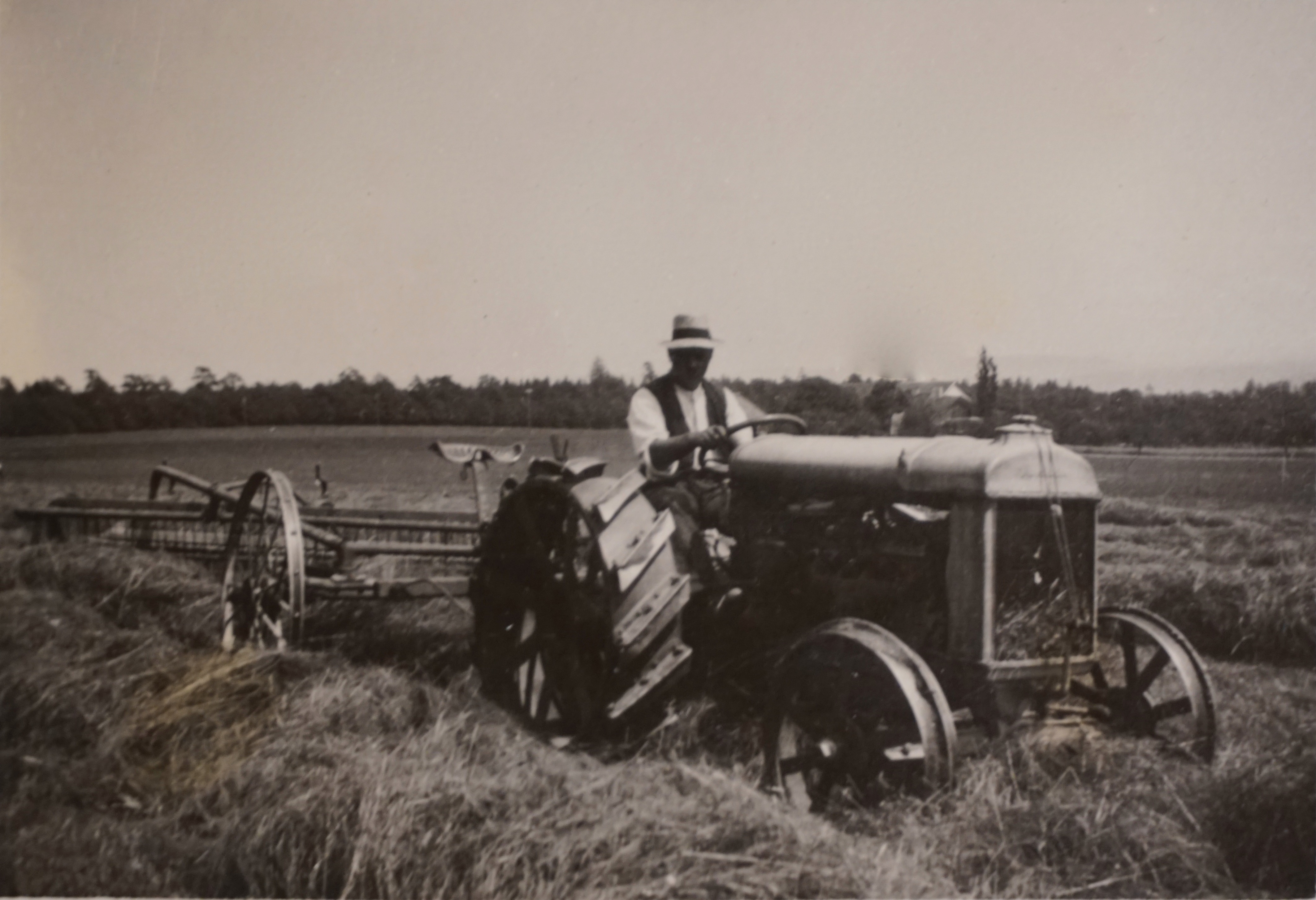
Трактор Fordson. 1920

При этом, после перемирия от ноября 1918 года, мировое сельскохозяйственное производство постепенно вернулось к привычным довоенным паттернам, в результате чего американские фермеры оказались на руках с огромными излишками продукции. Цены на их продукцию резко упали: хлопок упал с военного максимума в 35 центов за фунт до 16 центов в 1920 году; кукуруза упала с 1,50 долларов за бушель до 52 центов; шерсть упала с почти 60 центов за фунт до менее чем 20 центов. Хотя цены после 1921 года несколько увеличились, они не восстановились полностью вплоть до новой войны. Американские фермеры оказались в кризисе как в связи с перепроизводством, так и в связи с долгами, которые они брали на расширение и механизацию своего хозяйства. Росло число разорений и все больше бывших землевладельцев становилось арендаторами; усилилась и депопуляция деревни (ср. советские «Ножницы цен»).
Американский конгресс неоднократно пытался найти средство спасения фермеров все 1920-е годы. После того как сельскохозяйственная депрессия перешагнула свой десятилетний рубеж, федеральное правительство в Вашингтоне приняло решение начать искусственно регулировать товарные рынки: было создано федеральное агентство для обеспечения финансирования сельскохозяйственных кооперативов, обладавшее, однако, весьма ограниченными средствами. В тот период Конгресс дважды принимал, а президент Калвин Кулидж дважды налагал вето на законопроект Макнари-Хаугена (см. McNary–Haugen Farm Relief Bill). Законопроект предполагал, что федеральное правительство стало бы «покупателем последней инстанции» для излишков сельскохозяйственной продукции, которую оно затем должно было «утилизировать» на зарубежных рынках.
Президент Герберт Гувер понимал, что проблемы американских фермеров являются неотложными: фактически его первым делом на посту президента стал созыв специального заседания Конгресса для разрешения сельскохозяйственного кризиса. В 1929 году Гувер издал «Закон о сельскохозяйственном маркетинге» (Agricultural Marketing Act of 1929), который создал сразу несколько «стабилизационных корпораций», финансируемых правительством и уполномоченных закупать излишки сельхозпродукции с рынка, чтобы поддерживать более высокий уровень цен. Но когда сельскохозяйственная депрессия 1920-х годов «слилась» с общей депрессией 1930-х, данные корпорации быстро исчерпали как свои складские мощности, так и финансовые средства. С началом Великой Депрессии и без того «шаткие» фермерские хозяйства США стали её ключевыми жертвами.

Мобильная сельскохозяйственная школа. Алабама, 1923

### Южные штаты США. Афроамериканцы.
Юг США в 1920-х годах являлся самым сельским регионом страны: ни один из южных штатов не соответствовал в 1920 году определению «городского» — большинство его населения проживало вне городов, к которым относились населённые пункты с как минимум 2500 жителей. Регион «от Потомака до Залива» мало изменился со времён Реконструкции Юга 1870-х годов. Регион характеризовался дефицитом капитала и обилием дешёвой рабочей силы: южане сажали и собирали свои традиционные культуры — хлопок, табак, рис и сахарный тростник — с использованием мулов и людей, как это делали их предки в течение нескольких предшествовавших поколений. Как и в XIX веке, расовые противоречия продолжали «кровоточить» по всему региону.
В годы Первой мировой войны около полумиллиона чернокожих обитателей сельского юга стали рабочими на северных фабриках. В 1925 году, с ограничением иммиграции, северная промышленность стала искать новые источники рабочей силы: и многие афроамериканцы (а также около полумиллиона мексиканцев, которые были освобождены от новых иммиграционных квот) воспользовались возможностью для переезда. В итоге, к концу 1920-х годов ещё один миллион афроамериканцев покинул бывшие рабовладельческие штаты, чтобы устроиться на работу на Северо-востоке и Среднем западе (к западу от Скалистых гор проживало только около ста тысяч представителей негроидной расы). На севере они стали работать в металлообрабатывающих цехах, на автомобильных заводах и в упаковочных мастерских; миграция имела и политические последствия — в 1928 году чикагский республиканец Оскар де Прист стал первым после Реконструкции чернокожим, избранным в Конгресс (и первым чернокожим конгрессменом с Севера).
Тем не менее к 1930 году более 80 % американских негров по-прежнему жили на юге, где процветала «обременительная» политическая система Джима Кроу, «достигшая совершенства в 1930-х годах»: и в 1940 году в одиннадцати штатах бывшей Конфедерации менее 5 % взрослых афроамериканцев были зарегистрированы для голосования. Социальная и экономическая сегрегация — отдельные залы ожидания на железнодорожных и автобусных станциях, отдельные питьевые фонтанчики, отдельные церкви и школы — продолжалась. Немногочисленные промышленные рабочие Юга были практически исключительно белыми.
Таким образом, чернокожие Юга «представляли собой крайний случай сельской бедности в регионе, который сам по себе является особым случаем экономической отсталости и изоляции от современной жизни». Так социологи, нанятые Гувером, обнаружили, что показатели младенческой смертности для чернокожих были почти вдвое выше, чем для белых детей в 1930 году и что средняя продолжительность жизни чернокожих была на пятнадцать лет меньше, чем у белых (45 лет против 60). Жизнь средних афроамериканцев на Юге мало отличалась от жизни их предков в период рабства; одновременно, белые жители Юга, разделяли «общее твердое убеждение — что Юг США есть и останется страной белого человека».

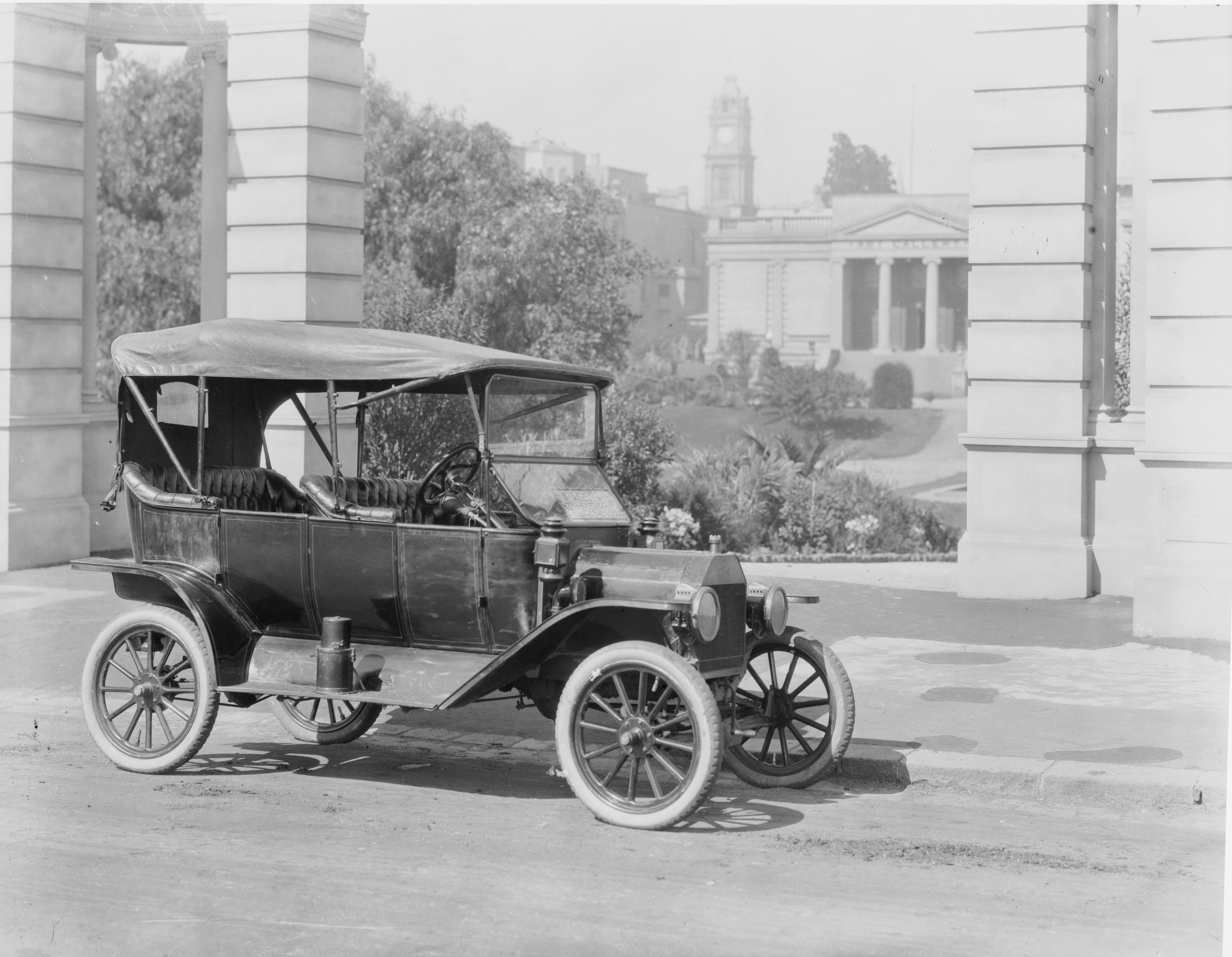
Автомобиль Ford «Model T». 1915

### Городская жизнь. Автомобиль
Тем американцам, кто родился белым и жил в городе, как чернокожие, так и фермеры казались, по мнению профессора Кеннеди, чем-то далёким. Южные порядки и жизнь в маленьких городках на Среднем Западе, значительную часть которых составляла религия, являлись разве что предметом для многочисленных шуток и анекдотов. Новые общенациональные журналы — такие как «Time», впервые вышедший в 1923 году, «American Mercury» появившийся под редакцией Генри Луиса Менкена в 1924 и «New Yorker», первый выпуск которого пришёлся на 1925 год — позиционировали себя как журналы для «изысканных» людей (англ. caviar sophisticates); они свидетельствовали о новой культурной мощи, которую набирали крупные американские городские центры. По мнению Кеннеди, городская Америка была уверена, что город является новым хозяином положения, которому сельская Америка должна отдавать должное.
Однако для наблюдателей и политиков 1920-х годов контраст между жизнью села и города не был предметом для смеха: они регулярно выражали своё беспокойство по поводу нарушения «равновесия» между сельской и городской Америкой. Так авторы «Текущих социальных тенденций» назвали «центральной проблемой» американской экономики именно заметное неравенство между сельскохозяйственным и промышленным секторами страны: хотя обе сферы экономики и выросли с начала века, но сектор городского промпроизводства расширился гораздо сильнее — в то время как в 1930 году американские фермеры вывели на рынок на 50 % больше продукции, чем в 1900, объём промышленного производства за тот же период вырос в 4 раза.

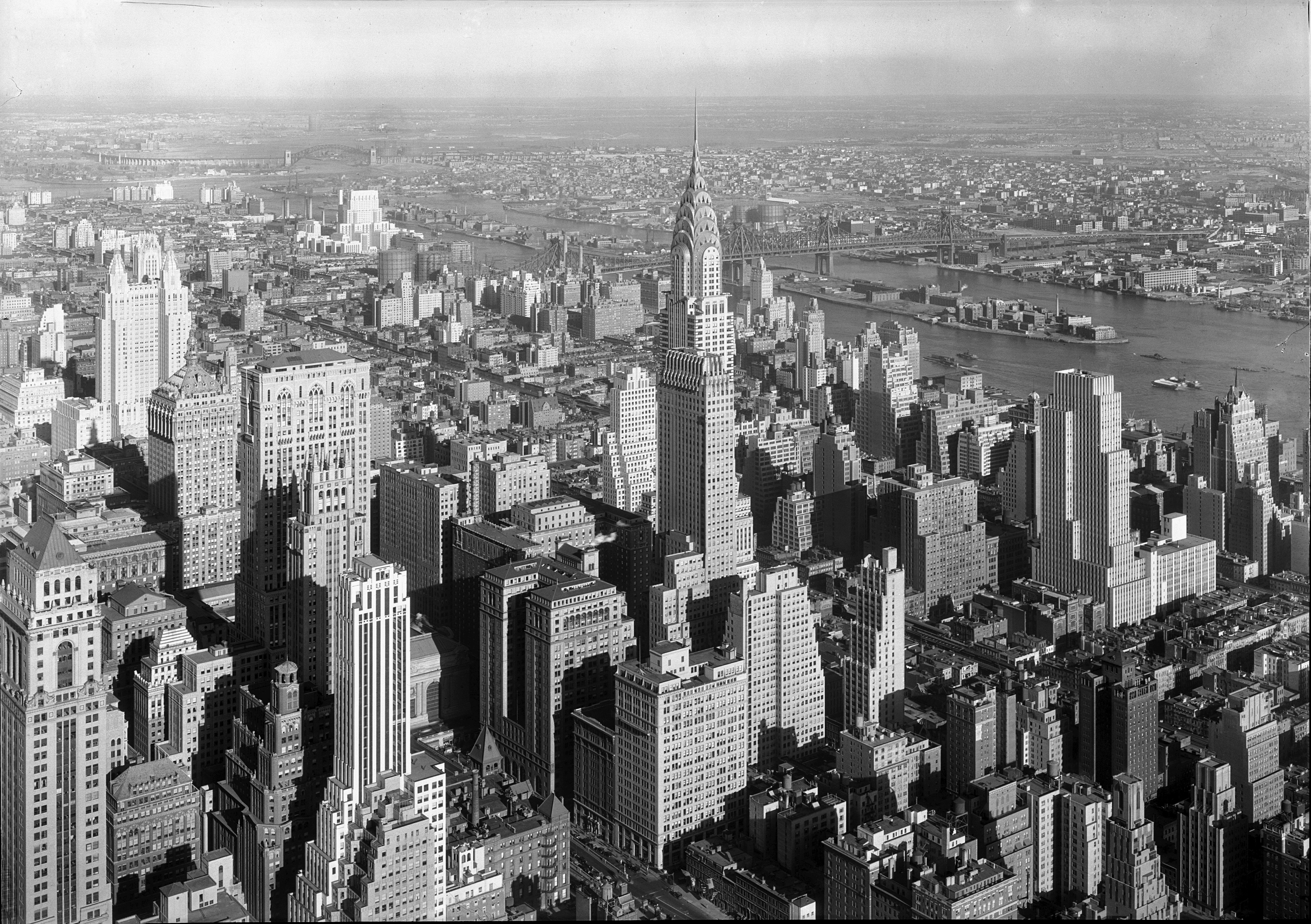
Крайслер-билдинг. Манхэттен, 1932

Производительность труда рабочих на фабриках выросла почти на 50 % — во многом благодаря более эффективным средствам организации производства и революционному внедрению машин с электрическим приводом (см. конвейер). В 1929 году уже 70 % американской промышленности было обеспечено доступом к электроэнергии, большая часть которой производилась на нефтяных электростанциях; новые месторождения нефти стали эксплуатироваться в Техасе, Оклахоме и Калифорнии. К 1925 году полностью собранный автомобиль Ford «Model T» сходил с конвейера на заводе Генри Форда каждые десять секунд — за десять лет до этого на сбор одной машины требовалось около четырнадцати часов.
Сокращение экспортных рынков и замедление темпов роста населения привели к стабилизации (или даже снижению) спроса на американскую сельскохозяйственную продукцию. Однако, способность жителей США покупать промышленные товары казалась безграничной. «Автомобильная революция» стала одним из наиболее явных примеров: если в начале XX века производство автомобилей практически не было заметно в промышленной статистике, то через два десятилетия на него приходилось уже 10 % национального дохода — в автопромышленности было занято около 4 миллионов рабочих. Если автомобиль 1900 года был «игрушкой для богатых» — состоятельные американцы приобрели около 4 тысяч автомобилей в год — то к 1929 году «простые американцы» управляли уже более чем 26 миллионами машин, то есть по одной машине приходилось на каждые четыре человека в стране. Это означало, что, теоретически, всё население страны могло одномоментно выехать на дороги. Только за последний год десятилетия было приобретено почти пять миллионов автомобилей. Объединение инновационных технологий с массовым рынком, известное как «фордизм», позволило резко снизить и цену на автомобиль: если до Первой мировой войны машина стоила среднестатистическому рабочему его заработной платы за неполные два года, то теперь она стоила всего около трёх месячных окладов.
Но уже в те годы было понятно, что у столь успешной производственной стратегии есть и свои пределы: массовое производство сделало необходимостью массовое потребление. Но растущее благосостояние 1920-х годов распределялось непропорционально: большие доходы «перетекали» владельцам капитала. Хотя доходы «трудящихся» и росли, темпы их роста не соответствовали темпам роста промышленного производства в США. А без широко распределенной покупательной способности не могли работать механизмы массового производства. И автомобильная промышленность, пионер «фордизма», стала одной из первых, где данная логика начала ощущаться на практике. Так представитель корпорации «General Motors» в 1926 году признал, что «кажется маловероятным, что огромный ежегодный рост продолжится в будущем»; он добавил, что скорее ожидает «здорового роста, в соответствии с увеличением населения и богатства страны, а также — с развитием экспортного рынка». По мнению Кеннеди, это стало одним из первых признаний того факта, что даже такая «юная» индустрия, как производство автомобилей, может быстро достичь «зрелости».

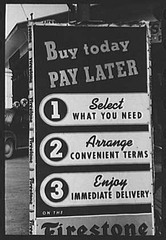
Рекламный плакат «Покупай сегодня, плати позже». 1924

К концу 1920-х годов стало очевидно, что автопроизводители (пере)насытили доступный им внутриамериканский рынок. Потребительский кредит или «покупка в рассрочку» (англ. installment buying), был впервые применён корпорацией «General Motors» ещё в 1919 году — с помощью специально созданной компании «General Motors Acceptance Corporation». Это стало ещё одной попыткой расширить рынок сбыта, поскольку покупатели были избавлены от необходимости платить полную цену наличными деньгами непосредственно в момент покупки. «Взрывной» рост рынка рекламы, который в современном виде возник около 1920-х годов, ещё более усилил опасения специалистов, что границы «естественного спроса» были уже достигнуты. Одна только фирма «General Motors» ежегодно тратила около 20 миллионов долларов на рекламу — в попытке развить у потребителей желание потреблять больше. Хотя кредиты и реклама на некоторое время поддержали продажи автомобилей, но уже тогда стало ясно, что без новых (зарубежных) рынков или значительного перераспределения покупательной способности внутри США — с включением в оборот сельской половины страны — границы роста были либо близки, либо достигнуты.
Практически все американцы, проживавшие в промышленных центрах, значительно подняли свой уровень жизни в течение периода, начавшегося после Первой мировой войны. В то время как в 1920-х годах уровень жизни фермеров снизился, реальная заработная плата промышленных рабочих выросла почти на четверть. К 1928 году средний доход на душу населения среди работников несельскохозяйственного сектора в 4 раза превышал средний уровень доходов фермеров. Для городских рабочих «процветание» стало вполне реальным: у них было больше денег, чем когда-либо прежде, и они могли пользоваться продуктовым разнообразием «ревущих двадцатых» — не только автомобилями, но и консервами, стиральными машинками, холодильниками, продуктами из синтетических тканей, телефонами, кинофильмами (после 1927 года ставшими звуковыми) и радио. Люди, проживавшие в неэлектрифицированной сельской местности, с современными удобствами не сталкивались.
С начала 1920-х годов автомобили в США производились миллионами, а в 1929 году выпуск достиг рекордных 5,4 млн (на 25 млн семей проживающих тогда в США).

### Трудовые ресурсы
К 1930 году в США работали 38 миллионов мужчин и 10 миллионов женщин: и если в 1910 году сельскохозяйственные рабочие составляли самую большую категорию занятости, то к 1920 число работников в обрабатывающей промышленности и машиностроении превысило число занятых в сельском хозяйстве. Одновременно, хотя длительность рабочей недели среднестатистического рабочего в несельскохозяйственном секторе и сократилась с начала века, она всё ещё была близка к 48 часам. Режим практически непрерывного труда являлся наследием фермерской жизни: он был «импортирован» в заводские цеха в первые дни индустриализации и менялся очень медленно. Так лишь в 1923 году корпорация «United States Steel Corporation» «неохотно» отказалась от 12-часового рабочего дня на своих металлургических заводах. Двухдневные «выходные» ещё не были массовыми, а понятие об «оплачиваемом отпуске» было практически незнакомо рабочим — как и такая концепция, как «выход на пенсию».
Даже те экономические силы, что заметно повышали производительность труда и приносили явную пользу потребителям, имели и некоторые последствия, беспокоившие как исследователей, так и политиков — включая и Гувера. Эксперты обратили внимание на проблему, связанную с «широко распространенным внедрением машин, [которое] имеет общий эффект замены квалифицированного труда на труд малоквалифицированный и неквалифицированный — и, таким образом, снижало статус обученного и квалифицированного рабочего, если, по факту, не стремится полностью исключить его из ряда отраслей». Применение в производстве машин имело одновременно два следствия: с одной стороны оно позволяло найти работу большому количеству неквалифицированных рабочих (то есть, позволяло миллионам европейских крестьян и американских фермеров мигрировать в города и повысить свой уровень жизни); с другой стороны, простота работы на новых станках «лишала рабочих гордости за свои умения» и заметно сказывалась на вероятности сохранения ими своих рабочих мест в будущем. Нерегулярность занятости была особенно заметна в технологически инновационных индустриях, связанных с массовым производством, была особенно тревожной: с 1923 по 1928 год ежегодный уровень безработицы в данных секторах превышал 10 %.
У нерегулярной занятости были и социальные последствия: в исследовании, посвящённом жизни города Манси (штат Индиана), подробно рассматривались многомерные последствия у разных моделей занятости — как личные, так и социальные. Исследователи обнаружили, что основным фактором, по которому различались «рабочий класс» и «бизнес класс», была неуверенность в дальнейшем трудоустройстве, поскольку потенциальная потеря работы была связана с изменением самой жизни. Бизнес-класс был «практически не подвержен подобным перебоям» в трудоустройстве, в то время как среди рабочего класса увольнения являлись регулярным явлением. Постоянные перерывы в трудоустройстве были главной (определяющей) характеристикой принадлежности к такой социальной группе как «рабочие» — в большей мере, чем, например, доход. Те члены сообщества Манси, которые обладали определённой степенью гарантированной занятости, практически никогда не подпадали под определение «рабочие»: у них была «карьера», а не «работа». Социальная жизнь обладателей «карьеры» заметно отличалась: именно они создавали и поддерживали сеть местных клубов и организаций, участвуя и в политической жизни города. Даже при отсутствии активной дискриминации, «рабочие» не могли участвовать в подобной деятельности. Рабочие без гарантий занятости жили в том, что исследователи называли «миром, в котором, кажется, нет ни настоящего, ни будущего» — хотя они периодически и получали значительный доход, они мало что могли сделать со своими условиями труда и, как следствие, сформировать «траекторию своей жизни».
В 1920-е годы лишь немногие работодатели и ни одно правительство (ни на уровне штатов, ни федеральное) не предоставляло какой-либо формы страхования для смягчения последствий безработицы. И в 1929 году Американская федерация труда (AFL) решительно противодействовала появлению государственного страхования на случай безработицы — хотя это являлось уже установившейся практикой в ряде европейских стран. Лидер AFL Сэмюэль Гомперс неоднократно осуждал страхование от безработицы как «социалистическую» идею, недопустимую в США. Одновременно падало и членство в профсоюзах: с военного максимума в 5 миллионов оно упало до 3,5 к 1929 году.
Сама структура AFL, предполагавшая деление членов по профессиям и напоминавшая устройство «ремесленных гильдий» Средневековья, мало подходила для новых индустрий. Полагая себя представителями «рабочей аристократии», профсоюзные деятели в основном игнорировали проблемы своих неквалифицированных коллег. Этническое соперничество усугубляло проблемы: квалифицированные рабочие, как правило, были белыми американцами, родившимися в США, а неквалифицированные — иммигрантами из Европы и американских сёл. Часто сами рабочие контракты обязывали отдельных работников никогда не вступать в профсоюзы (см. Yellow-dog contract), а в 1917 году Верховный суд США поддержал подобную практику (см. дело «Hitchman Coal & Coke Co. v. Mitchell»). Только в 1932 году по закону Норриса-Лагардии (Norris–La Guardia Act of 1932) федеральным судам было законодательно запрещено выпускать судебные решения, призванные обеспечивать невступление работников в профсоюз.
В те же годы среди менеджеров по персоналу начали становиться популярны идеи Фредерика Тейлора и многие корпорации — как правило, крупные и «антипрофсоюзные» — начали завоёвывать лояльность своих работников, создавая «жёлтые профсоюзы» и предлагая рабочим бонусы в виде акций предприятий. Компании также предлагали и страхование жизни, строили специальные развлекательные заведения и составляли пенсионные планы. Поскольку контроль над всеми этими программами оставался в руках у корпорации, они могли в любой момент изменить или прекратить их; когда наступила депрессия, «щедрость» работодателей резко прекратилась.

### Женщины и дети. Образование
Десять миллионов женщин, получавших заработную плату в 1929 году, специализировались на небольшом количестве профессий: преподавание, канцелярская работа, помощь по хозяйству и текстильное производство. По мере расширения сферы услуг в экономике США, в ней росло и присутствие женщин: если в 1900 году женщины составляли около 18 % работников, то к 1930 году их было уже 22 %; к началу депрессии одна из четырёх женщин числилась трудоустроенной. Типичная работница была не замужем и моложе 25 лет (см. флэпперы); замужние матери практически не были представлены на рынке труда, хотя скорость роста данной категории в три раза опережала общий рост женской занятости. Традиционное семейное разделение труда продолжало сохраняться; набирали популярность новые методы планирования семьи — особенно в среде белых горожанок (см. диафрагма). Девятнадцатая поправка к Конституции США, принятая в канун президентских выборов 1920 года, дала женщинам формальное политическое равенство.
Использование детского труда постепенно сокращалось: в то время как в 1890 году работал почти каждый пятый ребёнок в возрасте от 10 до 15 лет, в 1930 году трудился только 1 подросток из 20. Верховный суд неоднократно становился преградой на пути федерального правительства, пытавшегося ввести полный запрет на детский труд в стране. В 1920-х годах впервые почти половина учеников старшего школьного возраста осталась в школе для продолжения образования: с 1900 года наблюдалось восьмикратное увеличение числа учащихся в старших классах — что было «свидетельством самого успешного конкретного усилия, которое когда-либо предпринимало правительство США».

### Долги и налоги. Демократы и республиканцы
Расходы на новые социальные нужды, включая образование, в основном легли на правительства штатов — как и большинство расходов по расширению дорожной сети и улучшению дорог. Как следствие, задолженность штатов в 1920-х годах резко возросла и во многих случаях достигла формальных пределов, определённых законодательством — или практических пределов, установленных кредитными рынками. Налоги, собираемые штатами, и муниципальные налоги также резко возросли, значительно опередив темпы роста личных доходов граждан: к 1929 году правительства всех уровней собирали в виде налогов 15 % национального дохода, что было в два раза больше, чем в 1914. Беспрецедентная налоговая нагрузка начала вызывать и политическую реакцию: лозунг о необходимости «сбалансировать бюджеты», ограничив государственные расходы, стал популярен не только у представителей университетской «фискальной ортодоксальности», но и у простых американцев.
Федеральное правительство также значительно увеличило свои налоговые сборы — большая часть нового дохода шла не на оплату социальной инфраструктуры, а на обслуживание долгов, возникших в ходе мировой войны (около 24 миллиардов долларов, что было в десять раз больше задолженности после Гражданской войны). Выплата процентов по государственному долгу стала самой крупной статьёй общегосударственных расходов, поглощая треть федерального бюджета. Если суммировать долговые выплаты с расходами на пособия для ветеранов войны, то процентные платежи составляли более половины бюджета США. Расходы на армию в 139 000 человек и военно-морской флот из 96 000 моряков составляли практически все оставшиеся расходы.
Если бы федеральное правительство США прекратило свое существование, обычные люди не обнаружили бы различия в своей повседневной жизни в течение значительного отрезка времени.— президент США Калвин Кулидж
Незначительность роли федерального правительства в жизни американцев 1920-х годов привела к тому, что большинство граждан «не удосуживалось» голосовать на президентских выборах: явка упала ниже 50 % уже на выборах 1920 года. Большинство президентов конца XIX — начала XX века были республиканцами — в течение нескольких последних поколений Демократическая партия США имела характер региональной, получая значительную поддержку только на юге страны. Однако, постепенно общины иммигрантов, сосредоточенные в северо-восточных городах — таких как Бостон и Нью-Йорк — стали образовывать базу для демократов и на севере. Кроме того, белые мигранты с Юга, проживавшие в Иллинойсе, Индиане и Огайо, продолжали поддерживать демократов.
Демократическая партия не имела общей программы: представляя регион, производивший сырьё, её члены выступали за снижение импортных пошлин; по остальным вопросам существовали заметные разногласия, включая как отношение к «сухому закону», так и к роли профсоюзов. В 1924 году выбор общепартийного кандидата в президенты — Джона Дэвиса — занял у демократов 103 раунда голосования.
Я не принадлежу ни к какой организованной политической партии. Я демократ.— комик Уилл Роджерс
Решительная победа республиканца Герберта Гувера над демократом Элом Смитом в 1928 году была «омрачена религиозным фанатизмом» против католика Смита, «символа городской иммигрантской культуры». Гуверу удалось даже «расколоть Юг»: он получил поддержку в пяти штатах бывшей Конфедерации. При этом Смит собрал большинство голосов в десятках крупнейших городов США — тем самым он предвестил городскую коалицию, ставшую одной из основ будущего Нового курса Рузвельта. После периода поддержки реформ в начале XX века, в 1920-е годы Республиканская партия встала на консервативные позиции, хотя ряд её членов (например Гарольд Икес или сенатор Джордж Норрис) и пытался выступать за реформы, направленные на более активное участие правительства в перераспределении результатов экономического роста — на «социальное планирование для „laissez-faire“».
Но в основном правительство использовалось для прекращения забастовок (Great Railroad Strike of 1922) и проведения традиционной американской политики протекционизма. Так в 1922 году была введена система тарифов Фордни—Мак-Камбера, которая подняла импортные пошлины до «запретительного» уровня. Развитие в США системы гидроэлектростанций — в частности, на реке Теннесси — с использованием государственных средств также не находило поддержки. Скандал с Teapot Dome и Elk Hills привёл к тому, что в 1923 году первый в истории член американского правительства — министр внутренних дел Albert Bacon Fall — отправился в тюрьму, будучи осуждён за коррупцию.
Человек, который строит фабрику, строит храм; человек, который работает на фабрике, в нём поклоняется.— президент Кулидж
«Бережливость и невмешательство» составляли основу федеральной политики США в 1920-х годы. Президент Кулидж лично отменил проекты Герберта Гувера по контролю над реками на Западе страны — он счёл их слишком дорогими. По той же причине Кулидж наложил вето на предложения об оказании помощи фермерам и ускорении «премиальных» выплат ветеранам войны; он также сопротивлялся и усилиям по реструктуризации долгов союзников США по Антанте, причитавшихся казначейству. «Во внутренней сфере царит спокойствие и удовлетворенность», — проинформировал Кулидж Конгресс 4 декабря 1928 года, в своём последнем послании о положении дел в стране.
«Казавшиеся вполне правдоподобными» в 1928 году данные оптимистичные суждения не учитывали нескольких факторов: помимо многолетней «агонии» сельского хозяйства и замедления в темпах роста выпуска автомобилей, жилищное строительство начало снижаться ещё в 1925 году. Так бум на рынке недвижимости Флориды пострадал в результате разрушительного урагана в сентябре 1926 года. В результате, объём банковских расчётов в штате упал с более чем миллиарда долларов в 1925 году до 143 миллионов долларов (1928). Кроме того, товарные запасы начали скапливаться уже в 1928 году: к середине лета 1929 года они выросли в четыре раза, превысив 2 миллиарда долларов.

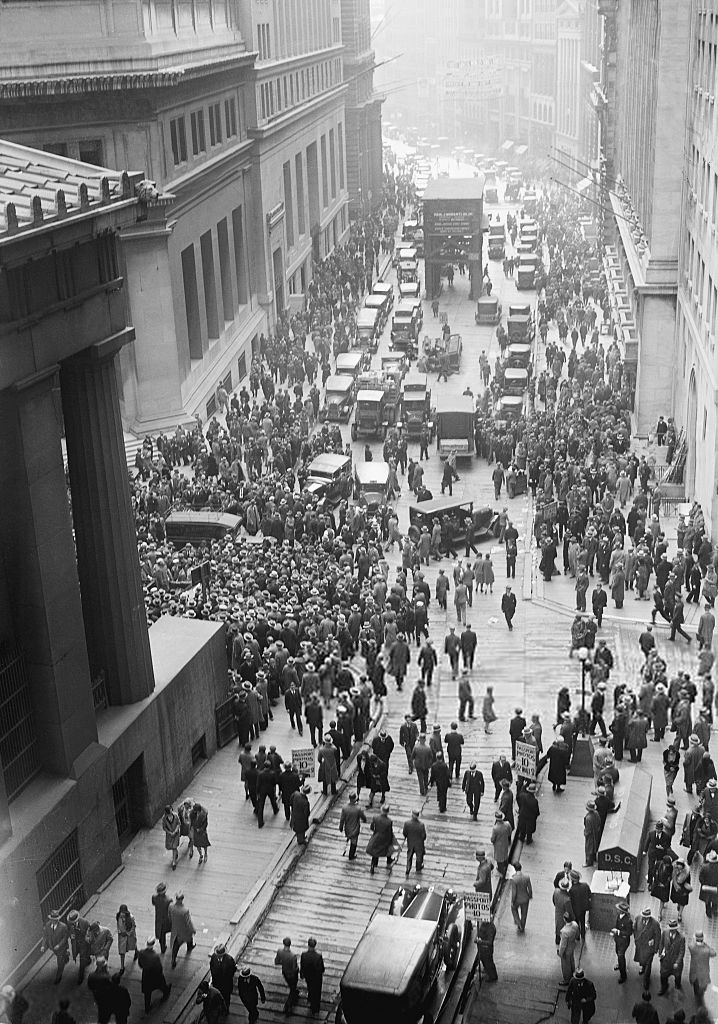
Толпы перед зданием биржи на Уолл-стрит

## Биржевой крах в 1929
То, что впоследствии президент Гувер назовёт «оргией безумной спекуляции» (англ. orgy of mad speculation), началось на фондовом рынке США в 1927 году. Согласно экономической теории того времени, рынки акций и облигаций отражали и предвидели «основополагающие реалии» в создании товаров и услуг; но к 1928 году американские фондовые рынки заметно оторвались от реальности. В то время как деловая активность неуклонно снижалась, цены на акции быстро росли. Акции «Radio Corporation of America» (RCA), символизировавшие ожидания от новых технологий, лидировали в ценовой гонке.

### Политика «Доступных денег»
По словам Гэлбрейта, деньги на рынок текли так обильно, что «казалось, что Уолл-стрит пожирала все деньги мира». Часть денег поступала непосредственно от индивидуальных инвесторов, хотя в целом они были немногочисленны, а их ресурсы — скудны. Больше денег поступало от крупных корпораций: компании использовали накопленные ими за 1920-е годы значительные резервы не для инвестиций в машины и оборудование, а для приобретения акций («спекуляций на фондовом рынке»). Наибольшие же финансовые ресурсы предоставляла сама банковская система, также обладавшая значительными накопленными средствами: к 1929 году коммерческие банки впервые дали взаймы больше денег для игры на фондовом рынке и для инвестиций в недвижимость, чем для развития американских коммерческих предприятий. Федеральная резервная система США (ФРС) дополнительно «наводнила» банки ликвидностью, понизив в 1927 году ставку процента до 3,5 % и осуществив крупный выкуп государственных ценных бумаг.
Политика «доступных денег» была во многом обусловлена влиянием управляющего Федерального резервного банка Нью-Йорка Бенджамина Стронга: она стала ответом на решение, принятое главой британского казначейства Уинстоном Черчиллем в 1925 году — о возврате Британии к довоенному золотому стандарту со старым курсом в 4,86 доллара за фунт стерлингов. Столь высокий уровень британской валюты ограничил экспорт из Великобритании и увеличил импорт, угрожая вскоре истощить запасы золота Банка Англии. Аргументами Стронга стало желание использовать низкий курс доллара, чтобы «переместить» золото из Лондона в Нью-Йорк — и тем самым стабилизировать международную финансовую систему, которая всё ещё не до конца оправилась от мировой войны. Данное решение Стронга в дальнейшем было использовано Гувером, развивавшим концепцию, что последующая депрессия имела свои корни в Европе, а не в США.
Значительная часть денег, предоставленных банками для покупки акций, шла не напрямую на фондовый рынок, а проходила через брокеров: они выдавали участникам рынка кредиты под залог акций (англ. call loan). И кредитор имел право потребовать погашения долга, если цена акции упадет до цены обеспечения (обычно, от 10 до 50 %). Ряд крупных брокерских контор отказались применять такую схему, но большинство брокеров воспользовалось открывшейся возможностью, позволявшей им получать значительный процент по выданным кредитам. В результате банки-участники могли занимать федеральные средства под 3,5 % и переводить их на рынок, получая 10 % и более. После того как у банковской системы иссякли средства, аналогичные операции стали проводить корпорации: к 1929 году на них приходилось примерно половина от суммы выданных кредитов; так «Standard Oil of New Jersey» ежедневно выдавала ссуды примерно на 69 миллионов долларов, а «Electric Bond and Share» — на более чем 100 миллионов.
Вы знаете, единственная проблема капитализма — это капиталисты; они чертовски жадны.— президент Гувер
По данным на 2001 год, ни одному исследователю не удалось точно определить ту «искру», что вызвала «пожар» биржевого краха 1929 года. Ряд исследователей возлагал значительную часть вины за общую ситуацию на рынке на «беспомощность» Федеральной резервной системы, которая не провела ужесточение своей кредитной политики по мере спекулятивного роста; однако, руководство Федеральной системы колебалось, опасаясь что подъём учётной ставки «накажет» и неспекулятивных заемщиков, направляющих средства на развитие бизнеса.

### Начало разорения
Первое падение цен на фондовом рынке произошло в сентябре 1929 года: тогда цены на акции как неожиданно опустились, так и быстро восстановились. Затем, в среду 23 октября, наступила первая масштабная ликвидация позиций: за день более чем 6 миллионов акций перешли из рук в руки, а капитализация рынка упала на 4 миллиарда долларов. На рынке началась «путаница», поскольку цены передавались из Нью-Йорка по всей стране через телеграф, который отставал почти на два часа. В «Черный четверг», 24 октября, рынок открылся резким падением; за день были проданы рекордные 12 894 650 акций; к полудню потери достигли 9 миллиардов долларов. Тем не менее, когда день завершился, на рынке произошло даже небольшое восстановление относительно внутридневных минимумов. В следующий вторник, 29 октября, было продано уже 16 410 000 акций (данный рекорд продержался 39 лет); «черный вторник» начал период практически непрерывного двухнедельного падения цен. К середине ноября капитализация снизилась на неполные 26 миллиардов долларов — что составляло примерно треть от стоимости акций в сентябре.

### Связь краха и депрессии
В дальнейшем «драматическое» падение рынка осенью 1929 года стало «обрастать собственной мифологией»: одним из наиболее устойчивых мифов стало восприятие биржевого падения как причины Великой депрессии, которая продолжалась в течение всего последовавшего десятилетия. Однако, наиболее авторитетные исследования событий 1929 года, по данным на 2001, не смогли продемонстрировать существенную причинно-следственную связь между биржевым крахом и экономической депрессией — никто из исследователей не возлагал на коллапс фондового рынка исключительную ответственность за последовавшие события, а большинство авторов отрицало его главенство среди многочисленных причин экономического спада; некоторые авторы утверждали, что крах не сыграл практически никакой роли в формировании и развитии мировой депрессии:
…никаких причинно-следственных связей между событиями конца октября 1929 года и Великой депрессией никогда не было показано на эмпирических данных.— профессор Роберт Собель, 1968
25 октября 1929 года Гувер заявил, что «основной бизнес страны, то есть производство и распределение товаров, находится на прочной и процветающей основе». Данное заявление стало популярно среди последующих критиков политики президента, хотя в ретроспективе оно и виделось вполне логичным — поскольку замедление роста бизнеса могло быть обнаружено с середины лета 1929 года, а к ноябрю в нём сложно было увидеть нечто большее, чем обычное снижение в рамках экономического цикла. «Ненормальной» для Гувера была скорее ситуация на фондовом рынке, крах которого он расценивал как давно предсказанную им коррекцию: в рамках экономических представлений того времени, такая коррекция должна была только очистить экономическую систему.
В частности, экономист Джон Кейнс высказал мнение, что «Черный четверг» был оздоравливающим событием, которое позволит перенаправить финансовые средства от биржевых спекуляций к продуктивному использованию. Финансовый журналист Александр Дана Нойес назвал крах реакцией на «безрассудные спекуляции» и повторил оценку Гувера об отсутствии проблем в торговле и промышленности; Американская экономическая ассоциация (АЕА) в декабре 1929 года предсказывала восстановление рынков к июню следующего года. В начале 1930 года газета «New York Times» назвала самым важным событием 1929 года не падение рынка, а экспедицию адмирала Бэрда (Бёрда) на Южный полюс (см. Byrd Antarctic Expedition Medal). В течение нескольких недель после краха позитивные прогнозы стали получать подтверждение: к апрелю 1930 года цены на акции восстановили около 20 % от своих осенних потерь. В отличие от предыдущей паники на Уолл-стрит, спустя полгода после краха ни одна крупная компания и ни один банк не обанкротились.
Существенный вклад в развитие мифа о крахе как о причине кризиса внесло и пользовавшееся огромной популярностью «ностальгическое эссе» Фредерика Льюиса Аллена «Только вчера» (1931). В книге содержался образ «легионов» счастливых мелких акционеров — водителей, мойщиков окон, камердинеров, медсестер и скотоводов — внезапно потерпевших финансовый крах и «массово брошенным во мрак депрессии». Аллен, вероятно, полагался на оценку самой Нью-Йоркской фондовой биржи от 1929 года — согласно тем данным, около двадцати миллионов американцев владели акциями. Позже выяснилось, что эта цифра — успевшая попасть в учебник по экономике Пола Самуэльсона — была сильно преувеличена. По данным Казначейства США, только около трёх миллионов американцев — то есть менее 2,5 % населения — владели ценными бумагами в 1928 году; брокерские фирмы сообщали о значительно меньшем числе своих клиентов в 1929 — 1 548 707. Поскольку в те годы не была развита пенсионная система, а средний возраст жителя США составлял 26 лет — даже косвенное владение акциями было минимальным. Однако, именно биржевой крах 1929 года стал символом наступавшей эпохи Депрессии.

## Паника

### Фермеры и тарифы
Инаугурация президента Гувера, состоявшаяся 4 марта 1929 года, прошла в США в атмосфере эмоционального подъёма — самые разные политические силы возлагали на президента, являвшегося инженером по образованию, большие надежды на «перестройку» страны. 15 апреля Гувер заявил, что не поддержит законопроект McNary-Haugen Farm Relief Bill: вместо этого он предложил создать иной инструмент регулирования, способный «перенести сельскохозяйственный вопрос из области политики в сферу экономики».
Всего через три месяца, 15 июня, президент подписал закон «Agricultural Marketing Act of 1929», предусматривающий создание Федерального совета фермерских хозяйств (Federal Farm Board) с капиталом в 500 миллионов долларов, которые должны были быть направлены на развитие сельскохозяйственных кооперативов и стабилизационных сельхозобъединений. По плану, кооперативы должны были упорядочивать товарные рынки — прежде всего, хлопка и шерсти — путём заключения добровольных соглашений между производителями данных товаров; в случае если кооперативы не были в состоянии отрегулировать цены на своих рынках, средства можно было использовать на покупку излишков продукции. На первой встрече с руководством нового органа Гувер обратил внимание собравшихся на то, что федеральные чиновники получили в своё распоряжение беспрецедентную, по меркам США, власть и финансовые ресурсы.
Данный закон воплощал в себе ключевой принцип Гувера — принцип, предполагавший, что правительство лишь стимулирует добровольное сотрудничество и что прямое вмешательство правительства в частную экономику возможно только при очевидной неадекватности такого сотрудничества. Иначе говоря, роль правительства не заключалась в том, чтобы «произвольно и бесповоротно» заменить добровольное сотрудничество принудительной бюрократией — что, по Гуверу, было первым шагом к тирании. Предыдущие инициативы будущего президента несли в себе следы подобных воззрений: так в 1921 году он успешно провёл первую в истории США Президентскую конференцию по безработице, где выступил за сбор данных по числу безработных в стране (в те годы такая статистика не велась); два года спустя он успешно заставил американскую сталелитейную промышленность отказаться от 12-часового рабочего дня, не прибегая к формальному законодательству.
В царстве разума [Гувер] необычайно сильный человек; в области безумия он исключительно слаб для государственного деятеля; его легко сбить с толку.—Уолтер Липпман
В то же время Гувер оказался неспособен противостоять усилению протекционизма в США: несмотря на то, что закон о тарифах 1922 года (Fordney-McCumber Tariff) уже привёл к тому, что большинство импортных пошлин было установлено на запретительно высоких уровнях, в 1928 году республиканцы и значительное число демократов требовали ещё более высоких пошлин. Гувер согласился с планом своей партии по пересмотру тарифов, мотивировав это как перспективой защиты сельскохозяйственного сектора страны от иностранной продукции, так и перспективой создания Комиссии по тарифам, которая могла бы регулировать импортные пошлины на 50 % («гибкий тариф»). То, что сенатор-республиканец Джордж У. Норрис назвал «совершенно безумной защитой», стало Законом Смута — Хоули о тарифе в 1930 году.
Смещение США к автаркической политике не осталось незамеченным за пределами страны: лидеры других государств восприняли новое законодательство как проявление принципа «разори соседа» (англ. beggar-thy-neighbor). Тысяча американских экономистов подписала петицию, призывавшую Гувера наложить президентское вето на законопроект; банкир Томас Ламонт вспоминал, что «чуть было не опустился на колени, чтобы попросить Герберта Гувера наложить вето на тупую идею (англ. asinine) повышения тарифов. Этот закон усилил национализм во всём мире». В июне 1930 года Гувер подписал закон, который политический обозреватель Уолтер Липпман назвал «жалким произведением смеси глупости и жадности». В то же время, последствия новой тарифной политики были едва заметны в первые недели после принятия закона — и большинство комментаторов были гораздо более впечатлены «энергичным» ответом Гувера на обвал фондового рынка в октябре 1929 года: по мнению New York Times, «никто на его месте не мог бы сделать больше; очень немногие из его предшественников смогли бы сделать столько же, сколько сделал он».

### Ответ на крах фондового рынка
Ортодоксальная экономическая теория 1920-х годов утверждала, что спады в экономике были неизбежной частью экономического цикла. В периоды «болезни экономики» теория предписывала правительству воздерживаться от вмешательства в естественный процесс восстановления экономического организма — ярким сторонником подобных взглядов был, в частности, влиятельный министр финансов США Эндрю Меллон, занимавший свой пост с 1921 года и полагавший, что в ходе кризиса «люди начнут усерднее работать, вести более нравственную жизнь». Приверженцы политики «невмешательства» (laissez-faire), которых экономист Уильям Т. Фостер иронично прозвал «ленивыми феями» (от англ. lazy fairies), являлись наиболее влиятельной группой экономистов в то время — хотя Гувер и не разделял их взгляды.
Президент полагал, что федеральное правительство «должно использовать свои полномочия, чтобы смягчить ситуацию… Первоочередной потребностью является предотвращение банковской паники, которая была характерна для предыдущих экономических спадов, а также — смягчение последствий для безработных и фермеров». Бизнес-сообщество не поддержало президента в 1929 году — напротив, «в течение некоторого времени после краха бизнесмены отказывались верить, что опасность была больше, чем обычный, временный спад», который не раз уже происходил ранее.
Обещавший в ходе предвыборной кампании стать «инновационным, творческим лидером», Гувер постарался не допустить, чтобы «ударная волна» от обвала фондового рынка прошлась по экономике в целом. Он предполагал восстановить доверие к экономике — акцентировав внимание на существовании в США «надежной промышленности и торговли». Начиная с 19 ноября 1929 года президент начал проводить встречи с руководителями банковской системы страны, руководством американских железных дорог, представителями обрабатывающей промышленности и коммунальных служб: в течение неполных двух недель все они «произносили ритуальные заявления» об уверенности в основополагающей устойчивости экономики и своём оптимистическом взгляде на будущее.
Слова были не единственным оружием. 5 декабря 1929 года Гувер публично проанализировал результаты своих ноябрьских встреч перед широкой аудиторией из четырёх сотен «ключевых людей» делового мира. Отметив, что лидеры бизнес-сообщества впервые объединились для достижения «общественного благосостояния», он заявил, что Федеральная резервная система уже ослабила свою политику кредитования, одновременно отказав в финансировании тем банкам, которые ранее выдавали кредиты для игры на фондовом рынке. Кроме того, в ходе встреч в Белом доме промышленники пошли на уступку и согласились сохранить неизменной заработную плату рабочих: они согласились с позицией президента, что «первый шок должен падать на прибыль, а не на заработную плату». По мнению Гувера это должно было поддержать покупательную способность населения — позднее в экономической теории подобная точка зрения стала приписываться Кейнсу как «революционная».
Поддержка Федеральным советом фермерских хозяйств цен на сельскохозяйственную продукцию были третьим элементом, призванным затормозить раскручивающуюся дефляционную спираль. На той же встрече Гувер заявил, что рассчитывает на оживление экономики путём расширения сферы строительства: руководители железных дорог и коммунальных служб согласились расширить свои программы по строительству и ремонту зданий и сооружений. Кроме того, президент поручил губернаторам штатов и мэрам крупнейших городов предложить свои строительные проекты, способные «обеспечить дальнейшую занятость». Для обеспечения всех этих мер Гувер запросил у Конгресса дополнительное финансирование в размере около 140 миллионов долларов.
В дальнейшей историографии была распространена точка зрения, что ноябрьская конференция в Белом доме («деловые встречи») являлась лишь свидетельством того, что Гувер возлагал ответственность за восстановление экономики на частный бизнес, правительства штатов и органы местного самоуправления. Ряд авторов полагал, что «неделовые встречи» Гувера выполняли исключительно церемониальную функцию, а сам президент не желал отступать от устаревших догм политики «laissez-faire». Так непосредственно после встреч журнал «The New Republic» увидел в деятельности Гувера попытку передать «руль управления экономики» в руки самих бизнесменов. Позднейшие авторы, включая экономиста Герберта Стейна (Штайна; Herbert Stein), обращали внимание на относительно небольшой размер федерального правительства США в начале депрессии и тот факт, что ФРС была юридически независима от исполнительной власти.
Позднее выяснилось, что опасения Гувера были значительно острее, чем те, что он позволял себе публично высказывать в 1929 году. Кроме того, предыдущий опыт спадов 1870-х (см. Долгая депрессия) и 1890-х годов (см. Паника 1893 года) был малополезен для текущей ситуации: в те годы США представляли собой преимущественно сельскохозяйственную страну, значительная часть населения которой жила натуральным хозяйством — такие американцы слабо ощущали на себе последствия экономических колебаний. Спад 1921 года мог служить более близкой моделью: он был значительным, но кратким (см. Depression of 1920–21). По последующим оценкам, безработица в 1921 году достигла своего пика в 11,9 % — но, как тогда виделось, созыва Президентской конференции по безработице оказалось достаточно для купирования последствий и начала нового подъёма. Таким образом, в 1929 году «Америка не была готова вообразить десятилетие, в течение которого безработица никогда не опустится ниже 14 %».
В 1929 году федеральные расходы на строительство составили 200 миллионов долларов; штаты потратили на порядок больше — почти два миллиарда долларов — в основном, на строительство автомагистралей. Частная промышленность только в 1929 году потратила на свои строительные проекты около 9 миллиардов долларов. Для дальнейшего (резкого) роста расходов со стороны федеральных властей имелись существенные ограничения: у Вашингтона не было ни соответствующего бюрократического аппарата, ни готовых к реализации проектов — только к 1939 году, уже в рамках Нового курса Рузвельта, властям удалось добавить к своим расходам в данной сфере ещё 1,5 миллиарда. Уже послевоенные расчёты показали, что чистый стимулирующий эффект федеральной, региональной и муниципальной политик был в 1931 году больше, чем в любой последующий год десятилетия.
К весне 1930 года многие наблюдатели были осторожно оптимистичны; 1 мая 1930 года, выступая в Торговой палате США, Гувер сделал заявление, которое впоследствии будет неоднократно использоваться против него: «Я убеждён, что мы преодолели худшее, и при продолжении усилий мы быстро оправимся». В следующем месяце он заявил, что «депрессия закончилась». Ряд обстоятельств придавали такой мысли правдоподобие: к апрелю 1930 года фондовый рынок выкупил примерно 20 % своего падения от пиковых значений; хотя некоторые сельские банки и начали рушиться, но банковская система в целом демонстрировала устойчивость — объём депозитов в банках, являвшихся членами ФРС, увеличивался вплоть до октября 1930 года; «отрывочные» отчёты по безработице были тревожными, но не являлись устрашающими.
Экономическая реальность, однако, была заметно хуже той «скудной» картины, которой обладало как правительство, так и независимые наблюдатели. К концу 1930 года количество банкротств достигло рекордных 26 355, а валовой национальный продукт (ВНП) упал за год на 12,6 %. Производство сократилось особенно резко в отраслях, производивших продукцию длительного пользования: на некоторых сталелитейных и автомобильных заводах падение достигло 38 %. И, несмотря на публичные заверения, частный бизнес постепенно начал фактически сокращать свои инвестиции. Последующие исследования показали, что в 1930 году около 4 миллионов рабочих являлись безработными (8,9 %). Однако, падение не достигло уровней 1921 года: тогда ВНП упал за год почти на 24 %. Влиятельный экономист, демократ Бернард Барух в мае 1930 года предположил, что президенту повезло, поскольку «перед следующими выборами, экономический рост начнёт набирать силу, и тогда [Гувер] сможет изобразить из себя великого руководителя, который вывел страну из экономического бедствия».

### Выборы и оппозиция
К концу 1930 года ситуация для Гувера и его партии начала заметно ухудшаться: выборы в Конгресс, прошедшие в ноябре (см. 1930 United States House of Representatives elections), привели к тому, что республиканцы потеряли большинство в обеих палатах. Характерным было и то, что многие кандидаты значительно больше говорили о Сухом законе (и перспективе его отмены). Хотя республиканская партия и потеряла 8 мест в Сенате — который теперь состоял из 48 республиканцев, 47 демократов и одного члена фермерской партии (Farmer-Labor Party) — потери были значительно выше, поскольку, по мнению Гувера, «на самом деле у нас было не более 40 настоящих республиканцев». Остальные, по его мнению, «безответственно» призывали к большому дефициту федерального бюджета и прямой помощи безработным со стороны федерального правительства.
Ситуация в Палате представителей была заметно хуже: если в день выборов обе партии набрали по 217 мест, то к моменту первого заседания, в декабре 1931 года, умерло 13 избранных представителей — большинство из которых были республиканцами. Демократы, таким образом, впервые за 12 лет получили большинство в нижней палате и выбрали на роль спикера представителя Техаса Джона Нэнса Гарнера, которого вашингтонские журналисты прозвали «Мустанг Джек» (иногда «Кактус Джек»). Гарнер полагал сбалансированный бюджет основой стабильности и регулярно делал яркие заявления: включая то, что «великая проблема современности заключается в том, что у нас слишком много законов».
Гарнер утверждал, что у его партии «была лучшая программа национального восстановления, чем у мистера Гувера и его партии». Гувер полагал, что — если подобная программа и существовала — то Гарнер с коллегами никогда не раскрывал её: «Его главная программа общественного благосостояния состояла в том, чтобы изгнать [из власти] республиканцев». Большинство конгрессменов-демократов, будучи преимущественно южного происхождения и аграрного мировоззрения, в те годы занимали более «правые» позиции, чем президент: это относилось и к лидеру демократов в Сенате Джозефу Т. Робинсону (Joseph Taylor Robinson), сенатору от Арканзаса, и к председателю партии, бывшему республиканцу, крайне консервативному промышленнику Джону Раскобу. Последний ставил своей первостепенной целью отмену Сухого закона, поскольку восстановление налоговых поступлений от продажи спиртных напитков ослабило бы необходимость в прогрессивной шкале подоходного налога. Гарнер же поддержал введение явно регрессивного общенационального налога с продаж, полагая, что новый налог станет мерой по устранению дефицита бюджета.
По мере того как депрессия усиливалась, в 1931—1932 годах, главной целью и Гарнера, и Робинсона, и Раскоба стало помешать президенту принять какие-либо меры: дабы демократический кандидат смог победить на предстоящих президентских выборах. Так сенатор-демократ от Северной Каролины заявил, что демократы должны избегать «привязывания нашей партии к определённой программе». Раскоб нанял опытного публициста Чарльза Майкельсона (Charles Michelson) для регулярного «унижения» Гувера в прессе: Майкельсон «методично вешал на шею Гувера ответственность» за последствия депрессии:
Я боролся с президентом Гувером всеми средствами, что были в моём распоряжении…— Джон Н. Гарнер
На противоположной стороне политического спектра, Гувер мог опереться на поддержку ряда прогрессивных республиканцев. Но его собственная осторожность в отношении к роли правительства, особенно в области помощи безработным, часто приводила его к конфликтам и с прогрессивными законодателями. Так Джордж Норрис (George W. Norris) от штата Небраска ещё в 1928 году отказался поддержать Гувера в качестве кандидата в президенты, что только ожесточило их взаимную вражду. Различие во взглядах на перспективы строительства и эксплуатации гидроэлектростанций, построенных на федеральные средства (см. Плотина Гувера), начало формировать эту вражду задолго до депрессии: а в 1931 году Гувер наложил очередное вето на законопроект Норриса о строительстве электростанции на реке Теннесси, в регионе Muscle Shoals.
Норрис и ряд его единомышленников в Конгрессе созвали в марте 1931 года в Вашингтоне «Конференцию прогрессистов» (Progressive Conference): на ней три дюжины делегатов обсудили как проблемы электроэнергетики и сельского хозяйства, так и вопросы о тарифах и помощи безработным. «Скудные» результаты дискуссии, проходившей почти через полтора года после краха фондового рынка, показывали как несерьезность восприятия проблемы депрессии, так и отсутствие организованной оппозиции к политике Гувера (так губернатор Нью-Йорка Франклин Рузвельт отклонил приглашение прибыть на конференцию, хотя и послал собравшимся письмо с одобрением их действий). Таким образом, события в Конгрессе усилили приверженность Гувера к борьбе с экономическим кризисом не с помощью законов, а с помощью посредничества при организации добровольного сотрудничества экономических агентов.

### Крах банковской системы
Вплоть до последних недель 1930 года американцы всё ещё имели разумные основания предполагать, что оказались втянуты в очередной спад в деловом цикле. Но в последние дни года в банковской системе США начались беспрецедентные события. Даже в период экономического бума 1920-х годов около 500 банков банкротились в США ежегодно; в 1929 году таких банкротств было 659, что не сильно выходило за пределы нормы. В 1930 году до октября закрылось примерно то же число банков; а в последние шестьдесят дней года обанкротились сразу 600 банков.
Наша банковская система была самым слабым звеном во всей нашей экономической системе — элементом, наиболее чувствительным к панике…— Гувер
В основе слабости американской банковской системы того времени лежало как огромное количество самих банков, так и запутанная структура их функционирования; подобная ситуация стала наследием «войны» Эндрю Джексона с самой концепцией «центрального банка». В итоге, к 1929 году в США насчитывалось 25 000 банков, работавших под 52-мя различными режимами законодательного регулирования. Многие учреждения были явно недокапитализированы: так основатель ФРС Картер Гласс назвал их не более, чем «ломбардами», которыми часто управляли «бакалейщики, называющие себя банкирами». Создание сети отделений крупнейших банков могло решить проблему, но формирование подобной сети было многолетней целью для «популистских атак» региональных политиков, видевших в такой сети распространение центральной власти в своих штатах. В итоге, в 1930 году только 751 американский банк управлял хотя бы одним филиалом и подавляющее большинство банков были «унитарными» учреждениями — в случае паники они могли обращаться только к собственным финансовым ресурсам. Около трети банков являлись членами ФРС, которая, хотя бы теоретически, могла оказать им помощь в трудные времена.
И в XXI веке исследователи не смогли установить, что конкретно «разожгло пламя», в котором «сгорела» американская банковская система. Известно, что катастрофа началась в ноябре 1930 года в Национальном банке Кентукки, располагавшемся в городе Луисвилль — затем паника распространилась на группы дочерних банков в соседних штатах: в Индиане, Иллинойсе и Миссури. После этого банковская паника охватила Айову, Арканзас и Северную Каролину. Пока толпы вкладчиков забирали из банков свои сбережения, сами банки пытались добыть ликвидность путем привлечения кредитов и продажи активов. Поскольку банки «отчаянно» искали наличные деньги, они выбрасывали на рынок свои портфели облигаций и активов, связанных с недвижимостью. Рынок, который ещё не оправился от краха 1929 года, снижал стоимость активов — и тем самым подвергал опасности остальные кредитные учреждения. Иначе говоря, имел место классический кризис ликвидности, достигший «чудовищных» масштабов.
Первой жертвой паники стали сельские банки, и так испытывавшие постоянные проблемы. Но 11 декабря 1930 года закрыл свои двери нью-йоркский банк «Bank of United States» — данный банк принадлежал и управлялся представителями еврейской диаспоры; в нём находились вклады тысяч еврейских иммигрантов, многие из которых были заняты в сфере торговли одеждой. Ряд наблюдателей того времени, наряду с позднейшими исследователями, объясняли падение банка преднамеренным отказом от его финансирования со стороны старых финансовых институтов Уолл-стрит — в особенности, с отказом банка «House of Morgan» прислушаться к призыву ФРС и прийти на помощь конкуренту.
Приостановление деятельности «Bank of United States» стало крупнейшим банкротством коммерческого банка в истории США: в банке держали средства около 400 000 человек, потерявших в сумме около 286 миллионов долларов. Более важным, чем прямые финансовые потери, стал психологический эффект: название банка вводило в заблуждение как многих американцев, так и зарубежных наблюдателей, полагавших, что он является официальным учреждением правительства страны. Одновременно, неспособность ФРС организовать спасение «потрясла доверие» к Федеральной резервной системе как таковой. В результате банки начали «отчаянно» бороться за выживание, не обращая внимания на то, какие последствия будут иметь их действия для банковской системы в целом.
В литературе продолжается дискуссия на тему, являлся ли крах «Bank of United States» началом депрессии или само его падение стало результатом экономического кризиса. Если трудности банков Среднего Запада можно было объяснить многолетней сельскохозяйственной депрессией, то крах нью-йоркского банка был воспринят многими наблюдателями того времени как отсроченное последствие биржевого краха 1929 года (Отделение по ценным бумагам «Bank of United States» было уличено в спекулировании сомнительными акциями, а два его владельца были позже заключены в тюрьму). Более современные исследования приходят к выводу, что именно банковская паника начала 1930-х годов стала причиной депрессии — депрессии, которая была до 1931 года сосредоточена только в США.

### Кризис
В 1932 году в Детройте полиция и частная охранная служба Генри Форда расстреляла шествие голодающих рабочих, которые проводили голодный марш. Было убито пять человек, десятки ранены, неугодные были подвергнуты репрессиям.
В 1937 году во время Стальной забастовки в Чикаго против масс бастующих рабочих выступила полиция. По официальным данным, полицией было убито 10 рабочих и получили увечья несколько сотен. Это событие в историографии США получило название «Memorial Day Massacre».
С 1929 по 1933 годы выпуск продукции и услуг в США упал на 31 %. С 1925 по 1933 годы в США обанкротилась половина банков.

## Депрессия Гувера

### Мировая банковская паника и военные долги
Гувер утверждал, что «основные силы депрессии сейчас находятся за пределами Соединённых Штатов» ещё в декабре 1930 года: если в тот момент подобное заявление звучало как преждевременное и снимающее с него самого ответственность, то вскоре события заставили комментаторов вспомнить его слова. До начала 1931 года Гувер вёл себя как напористый и уверенным в себе боец, который шёл в атаку на экономический кризис; постепенно его главными целями стали «контроль ущерба» и сохранение экономики как таковой. И в конце 1931 года он прямо заявил, что «мы столкнулись не с проблемой спасения Германии или Великобритании, а с проблемой спасения нас самих».
Гувер войдёт в историю как величайший невинный наблюдатель... [как] храбрый человек, доблестно сражавшийся до конца.— Уильям Аллен Уайт, 1932
С весны 1931 года постоянной темой выступлений Гувера стало то, что глубокие причины «бедствия» лежали за пределами американского континента. К тому времени можно отнести и общее понимание ключевыми участниками того, что Депрессия была не просто очередной фазой цикла, а являлась «историческим водоразделом», последствия которого будут более масштабны, чем можно было полагать (см. Вторая мировая война). Беспрецедентное событие должно было иметь, по Гуверу, и беспрецедентные причины: президент обнаружил их в ключевом историческом событии начала века — так свои мемуары он начал фразой: «В широком смысле слова, основной причиной Великой депрессии была война 1914—1918 годов». Он полагал, что «пагубные силы (англ. malign forces), возникшие в результате экономических последствий [Великой] войны, Версальского договора, послевоенных альянсов… безумных общественных программ по борьбе с безработицей, приводящие к несбалансированным бюджетам и инфляция — все это разорвало систему /Европейской экономики/».
Слова Гувера имели под собой основание: в сентябре 1930 года на мировую политическую сцену вышли новые силы — нацистской партии удалось использовать массовый гнев по поводу репараций и недовольство состоянием немецкой экономики, для того чтобы добиться впечатляющих результатов на парламентских выборах в Веймарской республике. Успех нацистов на другом конце земного шара вызвал цепную реакцию, изменившую жизнь в самых отдаленных уголках США: американцы «должны были узнать об экономической взаимозависимости народов через собственный горький опыт (англ. poignant experience), который постучался в дверь каждого дома».
Стремясь отнять у Гитлера основу его привлекательности для избирателя, канцлер Генрих Брунинг предложил в марте 1931 года создать таможенный союз между Германией и Австрией. Французское правительство отнеслось к идее Брунинга с подозрением, расценив таможенный альянс как первый шаг к аннексии Австрии — то, за что побежденные немцы и австрийцы активно выступали в 1919 году и что им прямо запрещали условия Версальского мирного договора. Перспектива того, что Франция может начать давить на австрийские банки — пытаясь расстроить замысел Брунинга — спровоцировала банковскую панику в Вене: в мае вкладчики устроили массовые беспорядки возле здания крупнейшего австрийского банка «Creditanstalt» (Кредит-Анштальт), принадлежавшего Луи Ротшильду, и банк закрыл свои двери. Затем паника распространилась и на Германию, увеличившись в масштабах; после Германии банкротства последовали и в соседних странах (см. Финансовый кризис 1931 года).
Цепочку взаимосвязей европейской экономики усложняла «запутанная» проблема международных долгов и репарационных выплат, возникших в результате Первой мировой войны. Одним из очевидных способов прервать цепную реакцию был отказ от этих долгов: США могли бы возглавить данный процесс, простив или реструктурировав 10 миллиардов долларов, которые им были должны союзники по Антанте (главным образом, Великобритания и Франция). 5 июня 1931 года банкир Томас Ламонт позвонил Гуверу с таким предложением; президент и сам уже изучал эту идею, но напомнил банкиру о её «политической взрывоопасности». При этом, Веймарская республика уже дважды пересматривала Версальские условия, изменив график платежей по «плану Дауэса» от 1924 года и добившись дальнейшего переноса сроков, наряду с сокращением общей суммы задолженности, по «плану Юнга» от 1929 года.
Ситуация была сложной. После войны США впервые в своей истории стали международным кредитором: так частные американские банки активно одалживали Германии крупные суммы в 1920-х годах, часть из которых Веймарская республика использовала для выплаты репараций британскому и французскому правительствам, которые, в свою очередь, использовали их для выплаты своих военных долгов американской казне. Подобная «финансовая карусель» была весьма нестабильна, а обвал фондового рынка в конце 1929 года выбил из цепочки важнейшее звено — поток американских кредитов. Со своей стороны союзники не раз предлагали ослабить свои требования к Германии, но только в том случае, если их собственные обязательства перед Соединёнными Штатами будут снижены: так французская Палата депутатов в 1929 году напрямую увязала свои платежи США с репарационными платежами от Германии; этот жест возмутил американское правительство. А по мере того как в послевоенное десятилетие росло разочарование от «бесполезного и ошибочного» отхода президента Вудро Вильсона от политики изоляционизма, произошедшего при вступлении США в мировую войну в 1917 году, простые американцы не были настроены даже думать о том, что в итоге они будут оплачивать европейские военные расходы 1914—1918 годов.
Позиция Уолл-стрит, которая активно выступала за отмену военного долга, вызывала скорее возмущение среди обывателей — не в последнюю очередь потому, что прощение государственных займов было выгодно банкирам, активно кредитовавшим Германию впоследствии. Иначе говоря, идея «пожертвовать долларами налогоплательщиков ради защиты банкиров» не находила политической поддержки. Помимо финансовой и политической сторон, проблема долга стала и психологической проблемой — долги символизировали отвращение американских обывателей к «коррумпированной Европе» и сожаление о том, что США вообще вмешались в европейскую войну.
Находясь в изоляционистской и антиевропейской атмосфере, 20 июня 1931 года Гувер всё же предложил ввести однолетний мораторий на все выплаты по межправительственным долгам и репарациям. Хотя Конгресс в конечном счёте ратифицировал данное предложение, сам Гувер подвергся жестоким нападкам за его внесение: один из конгрессменом-республиканцев описал президента как «восточного деспота, опьяненного властью», назвав Гувера «германским агентом»; сенатор Хайрам Джонсон назвал Гувера «англичанином в Белом доме». Норрис, выражая беспокойство многих политиков, предположил, что мораторий являлся предвестником полного списания долгов — подозрение Норриса было, в конечном счете, подтверждено, что стало основой для ещё более сильных изоляционистских настроений, распространившихся в следующее десятилетие. Французские власти, после сложных переговоров, также согласились на мораторий. Гувер дополнил свою инициативу соглашением о «приостановке», согласно которому и частные банки также обязались не предъявлять к оплате немецкие бумаги. Но теперь проблемы начались у Великобритании.

### Великобритания и золотой стандарт
Большинство стран мира в 1929 году придерживалось золотого стандарта и — за немногими исключениями — большинство экономистов и государственных деятелей «почитало золото с мистической преданностью, напоминавшей религиозную веру». Предполагалось, что золото гарантировало ценность денег; более того, его наличие гарантировало ценность национальной валюты за пределами границ государства, которое её выпускало. Поэтому золото считалось незаменимым для международной торговли и устойчивости финансовой системы. Национальные правительства выпускали свои валюты в количествах, обеспеченных имевшимися золотыми запасами. Теоретически, добыча или получение золота из-за рубежа должны были расширить денежную базу, увеличив количество денег в обращении и, таким образом, поднять цены и снизить процентные ставки. Утечка золота предполагала обратный эффект: сокращение денежной базы, сокращение денежной массы, дефляцию и повышение процентных ставок. В рамках золотого стандарта, терявшая золото страна должна была «дефлировать» свою экономику — снизить цены и повысить процентные ставки, чтобы остановить отток капитала. Экономисты того времени предполагали, что всё это будет происходить практически автоматически; практика говорила об обратном. Так страны-кредиторы не были обязаны проводить эмиссию, когда золото поступало к ним — они могли «стерилизовать излишки» золота и продолжить прежнюю политику, оставляя страны, из которых уходил драгоценный металл, самим решать свои проблемы.
Связывая мировую экономику в единое целое, золотой стандарт обеспечивал «передачу экономических колебаний» от одной страны к другим: предполагалось, что это должно удержать глобальную экономическую систему в равновесии. В кризисных реалиях начала 1930-х годов связность экономик стала проблемой: страх за будущее национальных экономик приводил к паническому бегству золота из стран и целых регионов. Борясь с депрессией в экономике, правительства оказались не готовы усиливать дефляцию из-за потери золота: чтобы защитить себя, они скорее были готовы поднять импортные пошлины и установить контроль за экспортом капитала. Почти все страны к концу 1930-х отказались и от самого золотого стандарта.
21 сентября 1931 года Британия первой пошла на нарушение обязательств, выходившее за рамки экономической теории: британское правительство отказалось выполнять свои обязательств по выплате золота иностранцам. Вскоре более двух десятков стран последовали британскому примеру. Кейнс, который уже активно занимался «еретической» для своего времени теорией об «управляемой валюте» (см. Режим валютного курса), радовался «взлому наших золотых оков»; но подавляющее большинство наблюдателей расценили британский отказ как катастрофу — Гувер сравнил ситуацию в Великобритании с банкротством банка, который просто закрыл свои двери для вкладчиков.
Британский отказ от выплаты золота заставил замереть мировую торговлю — по сути международная экономика перестала существовать. Так Германия вскоре объявила политику национального самообеспечения (автаркии). Британия же, в рамках Оттавских соглашений 1932 года (British Empire Economic Conference), фактически создала закрытый торговый блок — так называемую Имперскую систему преференций (Imperial Preference) — изолировав Британскую империю от торговли c другими странами. Объём мировой торговли сократился с 36 миллиардов долларов в 1929 году до 12 миллиардов к 1932 году.
Соединённые Штаты в те годы значительно слабее большинства стран зависели от внешней торговли. Но британский отказ нанёс новый удар по американской финансовой системе: американские банки держали в своих активах около 1,5 миллиардов долларов в форме немецких и австрийских обязательств, стоимость которых фактически обнулилась. Страх инвесторов за сохранность своих средств также проник в США: иностранные инвесторы начали выводить золото из американской банковской системы. Американские вкладчики последовали их примеру — и новая паника затмила панику последних недель 1930 года. Так 522 банка обанкротились всего за один месяц после британского отказа от золотого стандарта; к концу года число таких банков составило 2294.
Руководствуясь экономической теорией — чтобы остановить отток золота — Федеральная резервная система подняла ставку процента: всего за неделю ставка была поднята на целый процентный пункт. Полагая, что без привязки к золоту стоимость национальных денег является произвольной и непредсказуемой, Гувер считал такие действия оправданными: по его мнению, без золотого стандарта «ни один торговец не может знать, что он получит в качестве оплаты к моменту доставки своего товара». Альтернативные теории Кейнса были окончательно сформулированы только к 1936 году.

### Повышение налогов
Таким образом, в конце 1931 года американские власти столкнулись с более серьёзным кризисом, чем годом ранее. Гувер изменил свою тактику: он стал предпринимать усилия по сбалансированию федерального бюджета путём повышения налогов. Такая политика была подвергнута резкой критике со стороны экономистов, которые позднее анализировали Великую депрессию; основываясь на работах Кейнса, они полагали, что для борьбы с депрессией следует не балансировать бюджет, а, наоборот, наращивать расходы — даже за счёт роста дефицита. Идея о том, что дефицит государственного бюджета может компенсировать спады в деловом цикле была знакома и Гуверу: так в мае 1931 года государственный секретарь Генри Льюис Стимсон записал в своём дневнике, что Гувер спорил c теми членами администрации, которые выступали за баланс, сравнивая ситуацию в экономике с «временами войны… [когда] никто не мечтает сбалансировать бюджет».

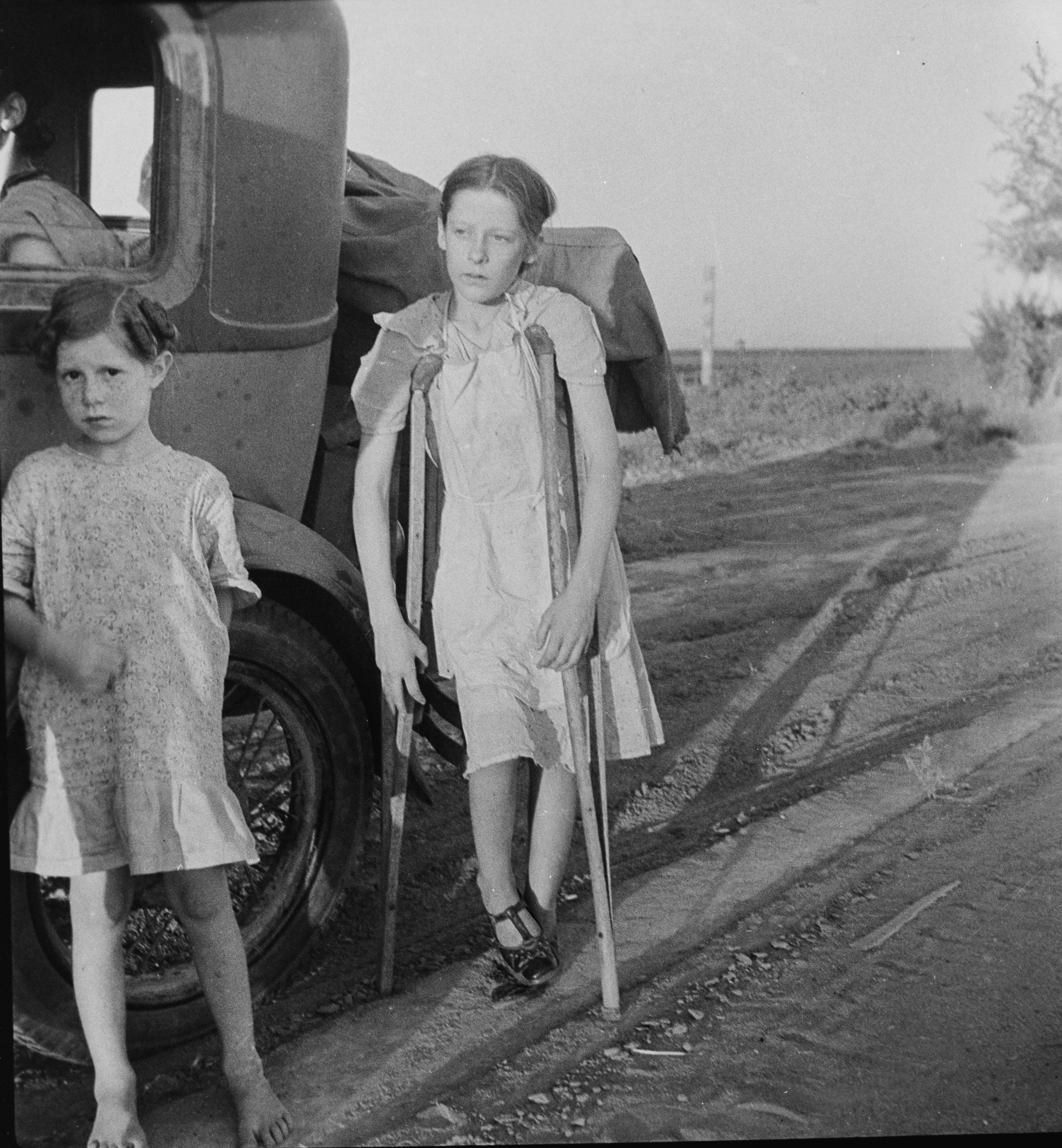
Дети беженцев, пострадавшие от засухи в Оклахоме. Калифорния, 1935

Однако после отказа британцев от золотого стандарта, ко второй половине 1931 года, Гувер изменил своё мнение и запросил у Конгресса значительное увеличение налогов. Закон о доходах 1932 года (Revenue Act of 1932) предполагал потенциальный дефицит (в конечном итоге он составил беспрецедентные для мирного времени 2,7 миллиарда долларов или 60 %), однако дефицит периода Нового курса Рузвельта будет значительно выше. При этом именно Рузвельт сделал дефицит федерального бюджета центральной частью своей политической атаки на администрацию Гувера в ходе президентской избирательной кампании 1932 года.
Гувер обосновывал повышение налогов своим пониманием причин депрессии, ставшей уже Великой: он предполагал, что кризис возник в результате распада европейских банковских и кредитных структур, «искажённых» в ходе мировой войны. Европейские проблемы передались в США посредством золотого стандарта; жёсткая денежно-кредитная политика ФРС дополнила проблемы. В итоге, он пришёл к выводу, что именно повышение налогов способно стабилизировать банковскую систему — и, тем самым, наполнить экономику деньгами, в которых она нуждалась. Критики Гувера — как тогда, так и позже — настаивали, что подобного «косвенного» подхода недостаточно; и что только прямое стимулирование экономики за счёт крупных государственных расходов способно иметь заметный эффект. Различие в оценках, кого следует финансировать — бизнесменов или рабочих — отражалось и на дебатах в Конгрессе. Даже сам Кейнс в то время полагал, что возврат к «состоянию равновесия» должен быть сфокусирован на процентной ставке — то есть, на облегчении кредитования.
Сбалансированный бюджет должен был также успокоить иностранных кредиторов и остановить изъятие золота, поскольку показывал приверженность правительства курсу на крепкий доллар. А повышение доходов именно за счёт налогообложения — а не за счёт заимствований — должно было избавить частных заёмщиков от конкуренции с властями на уже и так ограниченных кредитных рынках; это помогло бы сохранить процентные ставки по кредитам на низком уровне. В свою очередь, низкие процентные ставки помогали сохранить стоимость облигаций, составлявших значимую часть банковских инвестиционных портфелей — что должно было ослабить давление на банки. Используя выражение Герберта Штайна, правительство предлагало «программу поддержки облигаций», которую следует рассматривать в контексте «нежелания или неспособности ФРС поддерживать облигации путём печатания новых денег осенью 1931 года».
Я бы взимал любые налоги… лишь бы сбалансировать бюджет… В настоящее время страна находится в состоянии, при котором самые худшие налоги, которые вы только можете взимать, были бы лучше, чем вообще никаких налогов.— Гарнер
Закон о доходах, предусматривавший удвоение поступлений в федеральный бюджет, прошёл через Конгресс без наиболее спорного предложения об общенациональном налоге с продаж. В момент принятия, спикер Гарнер попросил встать со своих мест тех конгрессменов, которые, как и он сам, верили в важность сбалансированного бюджета — ни один представитель не остался сидеть.

### Вторая программа Гувера и путь к Новому курсу

#### Federal Home Loan Banks (FHLB)
Если приверженность Гувера к золотому стандарту можно отнести к его «экономической ортодоксальности», то с 1931 года — с новой фазы кризиса — он встал и на путь «экспериментов и институциональных инноваций», которые будут продолжены Рузвельтом в Новом курсе. В воскресенье вечером 4 октября 1931 года Гувер, не привлекая внимания, отправился в дом министра финансов Меллона, где до утра участвовал во встрече с крупнейшими банкирами США. Здесь он призвал «сильные» частные банки создать кредитный пул в размере 500 миллионов долларов — для оказания помощи более «слабым» учреждениям. Из этих переговоров возникла Национальная кредитная ассоциация (National Credit Corporation). Однако, ставка Гувера на добровольное участие в спасении конкурентов не находила полной поддержки у самих банкиров, «они постоянно возвращались к предложению, чтобы это сделало правительство».
Недели и месяцы депрессии быстро и неизбежно вплетают правительственный контроль в американскую экономику…— профессор Р. Тагвелл, январь 1932
Постепенно Гувер начал отказываться от собственных принципов: началось формирование «второй программы» Гувера против Депрессии, которая заметно отличалась от системы ранних мер, основанных на добровольных соглашениях. Новые меры заложили основу для масштабной перестройки самой роли правительства США в жизни страны. При отсутствии прямой поддержки со стороны ФРС, Гувер начал менять американское законодательство: среди его первых инициатив был закон Гласса — Стиголла от 1932 года (Glass–Steagall Act of 1932), который значительно расширил обеспечение, приемлемое для получения кредитов от ФРС. Это позволило кредитным организациям высвободить значительное количество золота из своих резервных запасов. В ноябре 1931 года началось создание сети ипотечных банков, ставших в дальнейшем известными как «Federal Home Loan Banks» (FHLBanks): данный закон также был разработан для размораживания активов на миллионы долларов. К сожалению для Гувера, Конгресс ослабил данный законопроект (см. Federal Home Loan Bank Act), установив более высокие требования к залоговому обеспечению, чем предполагалось изначально, и отложил само его принятие на несколько месяцев.

#### Reconstruction Finance Corporation (RFC)
Наиболее «радикальной и новаторской» инициативой Гувера стало создание в январе 1932 года Корпорации финансирования реконструкции (Reconstruction Finance Corporation, RFC) — создание стало ответом на провал добровольной Национальной кредитной ассоциации. Новая структура была создана по образцу Военно-финансовой корпорации (War Finance Corporation), предназначавшейся в 1918 году для финансирования строительства военных заводов; RFC стала инструментом для предоставления денег налогоплательщиков напрямую частным финансовым учреждениям. Конгресс капитализировал новое агентство на сумму в 500 миллионов долларов и разрешил ему занять ещё до 1,5 миллиардов. RFC должна была использовать свои ресурсы для предоставления «чрезвычайных» кредитов банкам, строительно-кредитным обществам, железнодорожным компаниям и сельскохозяйственным корпорациям. Журнал «Business Week» назвал RFC «самой мощной наступательной силой [против Депрессии], которую только могло вообразить правительство и бизнес»; даже критики Гувера соглашались, что «ничего подобного никогда не существовало».
Меня называли социалистом, большевиком, коммунистом и многими другими подобными словами, но в самых смелых полетах моего воображения я никогда не мог и представить, что можно вовлечь правительство в частный бизнес настолько, насколько данный законопроект [о RFC] предполагает.— сенатор Норрис
Мэр Нью-Йорка Фьорелло Ла Гуардия назвал RFC «пособием для миллионеров»; но вскоре как он сам, так и другие наблюдатели заметили, что корпорация стала, прежде всего, «прецедентом». Если правительство может напрямую оказывать поддержку банкам, почему невозможна федеральная помощь для безработных? Таким образом, президент косвенно узаконил требования и других секторов экономики на федеральную помощь.

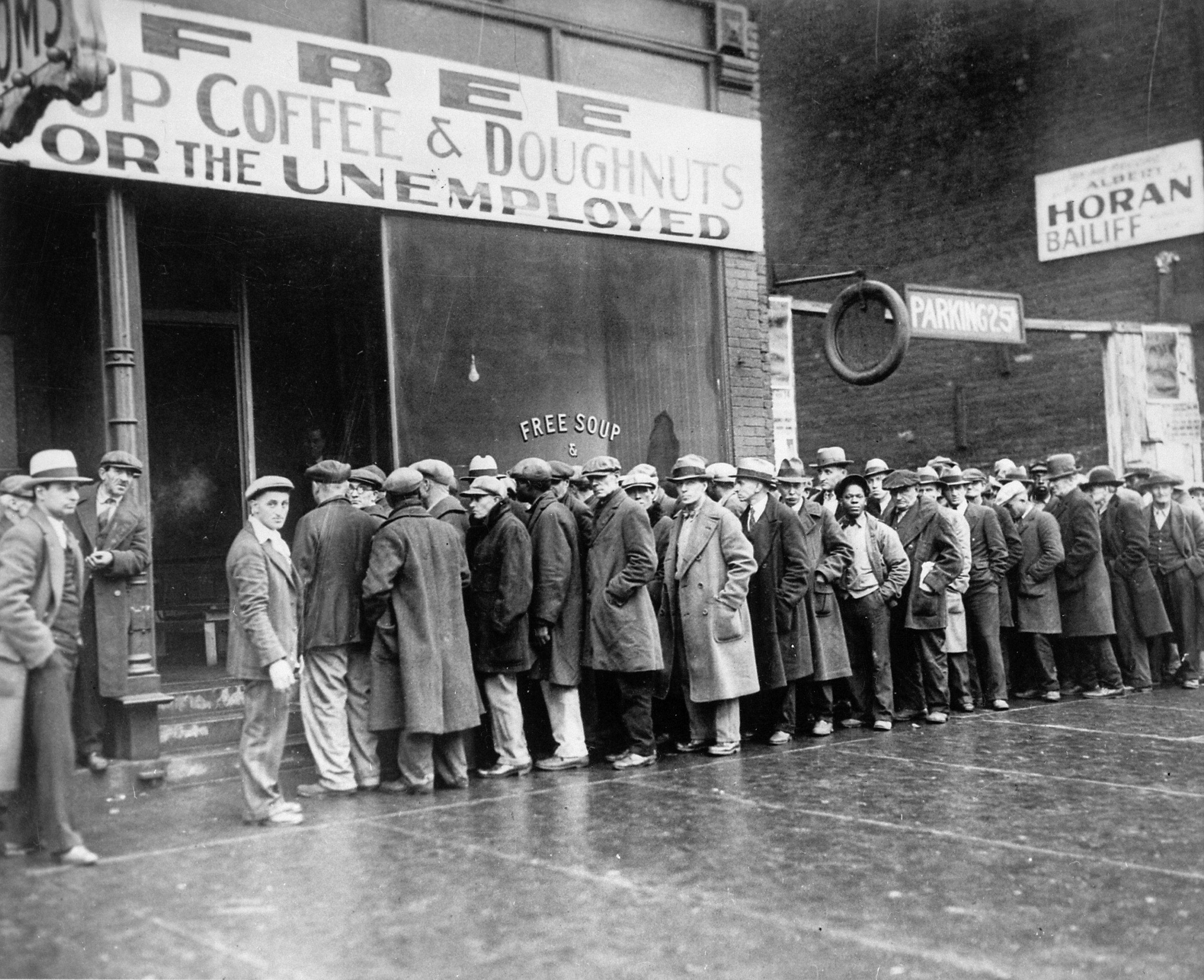
Безработные мужчины у бесплатной столовой, открытой Аль Капоне в эпоху депрессии. Чикаго, 1931

#### Третья зима. Безработные
В ходе третьей зимы депрессии экономические трудности продолжали усиливаться: в сельской местности посевы гнили на полях, а непроданный скот погибал в стойлах, в то время как в городах работоспособные мужчины выстраивались в очереди перед «суповыми кухнями», раздававшими еду. Десятки тысяч рабочих разъехались по стране в поисках заработка; те, кто не уехал, продолжали набирать неоплаченные счета в местных бакалейных лавках или копаться в мусорных баках. В 1932 году чиновники Нью-Йорка отчитались о 20 тысячах недоедавших детях. Этнические общины были в числе наиболее пострадавших, поскольку обслуживавшие их кредитные учреждения закрылись одними из первых: так чикагский банк «Binga State Bank» (Jesse Binga), обслуживавший чернокожее сообщество, свернулся ещё в 1930 году; за ним вскоре последовали итальянские и словацкие кредитные учреждения. Депрессия стала обретать и социальные последствия, изменяя традиционную для того времени роль мужчин в семье.
Настоящая проблема Америки заключается не в том, чтобы прокормить себя еще одной зимой, а в том, чтобы придумать, что мы собираемся делать с 10 или 12 миллионами людей, которые были уволены.— конгрессмен, 1932
Проблема безработицы стала фактором, наносившим наибольший политический ущерб администрации Гувера: к началу 1932 года более 10 миллионов человек остались без работы (20 % рабочей силы); в крупных городах, специализировавшихся на тяжёлой промышленности — таких как Чикаго и Детройт — уровень безработицы приблизился к 50 %. Так в Детройте компания «General Motors» уволила 100 000 человек из общего количества своих сотрудников в 260 000. Чернокожих рабочих, традиционно, увольняли первыми и в Чикаго афроамериканцы составили 16 % безработных (при 4 % от населения), а в Питтсбурге они составляли неполные 40 % безработных при 8 % от числа жителей. Приблизительно треть всех занятых работала неполный рабочий день, что означало неиспользование в сумме около 50 % рабочей силы. В сентябре 1931 года на заводах «U.S. Steel» произошло 10-процентное сокращение заработной платы — компания стала первым крупным работодателем, нарушившим договорённости 1929 года; за неё последовали другие компании, включая «General Motors».
Начала вырисовываться перспектива повсеместной структурной безработицы. При этом, помощь потерявшим источник существования традиционно была обязанностью региональных и местных органов власти — наряду с частными благотворительными организациями; но к 1932 году их объединённые ресурсы были исчерпаны. Ряд штатов, власти которых пытались собрать больше денег для помощи нуждавшимся путём увеличения налогов, столкнулись с бунтами со стороны разъяренных жителей. Почти все региональные и местные правительства к 1932 году исчерпали возможности заимствования — как юридические, так и рыночные. Например, конституция Пенсильвании прямо запрещала властям штата брать на себя долг более 1 миллиона долларов, а также — взимать градуированный подоходный налог.
В начале кризиса Гувер пытался стимулировать как местное самоуправление, так и благотворительные организации для помощи безработным: в октябре 1930 года был создан Чрезвычайный комитет президента по вопросам занятости (англ. President's Emergency Committee for Employment), который возглавил Артур Вудс (Arthur Woods); в 1931 году преемником комитета стала Президентская организация по оказанию помощи безработным (President's Organization for Unemployment Relief), возглавлявшаяся бизнесменом Уолтером Гиффордом (Walter Sherman Gifford). Организации достигли определённых успехов: так муниципальные платежи на помощь бедным в Нью-Йорке выросли с 9 миллионов долларов в 1930 году до 58 миллионов долларов в 1932, а частные благотворительные пожертвования жителей увеличились с 4,5 до 21 миллиона долларов. При этом, данные суммы составили менее одного месяца потерянной заработной платы для 800 тысяч безработных ньюйоркцев; в Чикаго потери заработной платы оценивались в 2 миллиона долларов в день, а расходы на чрезвычайную помощь составляли только 0,1 миллиона.

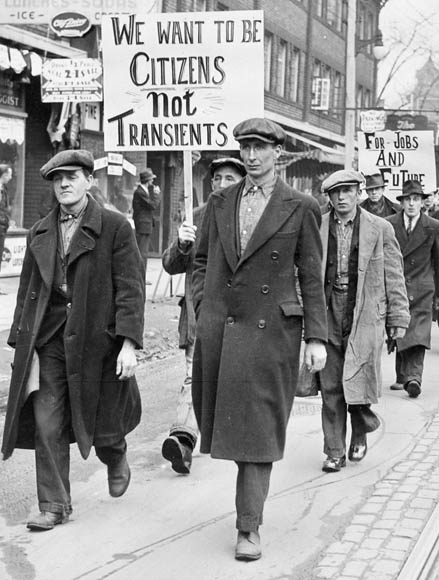
Марш безработных в Торонто

Поскольку разрушение традиционного аппарата по оказанию помощи становилось всё более очевидным, требование прямой федеральной помощи становилось всё настойчивее. Мэр Чикаго Антон Чермак прямо сообщил комитету Палаты представителей, что федеральное правительство может либо направить финансовую помощь городским властям, либо правительству придётся направить в город армию: при отсутствии помощи, «двери для восстания в этой стране будут распахнуты». Громкие заявлении о надвигающейся революции были, в основном, «пустой риторикой» — большинство наблюдателей было поражено как раз удивительной «покорностью американского народа», его «стоической пассивностью».
Под самым ужасным испытанием, которому подверглась Республика со времен Геттисберга, она осталась непоколебимой.— историк Gerald W. Johnson, 1932
В 1932 году пассивность граждан начала отступать, уступив место требованию от федеральных властей действий: как минимум, прямой помощи безработным. Данное требование не было новым (законодательные инициативы имели место ещё в 1927 году), но депрессия заметно увеличила его громкость. Тем временем в штате Нью-Йорк губернатор Рузвельт ещё в 1930 году публично одобрил страхование от безработицы и систему пенсий; в 1931 году он добился принятия региональной программы, рассчитанной на 7 месяцев и имевшей размер в 20 миллионов долларов — краткость программы стала следствием осознания политической опасности от создания общественного класса, находящегося в постоянной финансовой зависимости от властей.
Объяснив свои действия противостоянием бюджетному дефициту и опасностям системы пособий для демократии, Гувер наложил президентское вето на законопроект об оказании помощи Гарнера-Вагнера (Garner-Wagner relief bill); он неохотно согласился на компромисс, подписав 21 июля 1932 года «Закон о помощи и восстановлении» (Emergency Relief and Construction Act), по которому RFC получило право профинансировать общественные работы на сумму до 1,5 миллиардов долларов и предоставить штатам до 300 миллионов долларов. Несмотря на итоговое подписание, Гувер понёс тяжелейшее политическое поражение, поскольку стал выглядеть в глазах общественного мнения человеком, готовым помогать только банкам и корпорациям: депрессию стали часто называть «гуверовской», а поселения безработных — «гувервилями» (букв. городами Гувера); использование армии для изгнания «Бонусной Армии» из Вашингтона в конце июля 1932 года стало ещё одним эпизодом на пути Гувера к поражению на выборах.
Внешняя политика также не давала поводов к поддержке президента: осторожная «доктрина Гувера», ставшая ответом на создание властями Японской империи в феврале 1932 года марионеточного правительства в Маньчжурии, не получила поддержки ни от госсекретаря Стимсона, ни от прессы. И 8 ноября 1932 года в ходе выборов Гувер получил поддержку выборщиков всего в 6 американских штатах: «Великий инженер», триумфально победивший четыре года назад, стал «самой ненавистной и презираемой фигурой» в стране. Его преемником на посту президента стал Франклин Рузвельт.

### Франклин Рузвельт
Ставший президентом в марте 1933 года Франклин Рузвельт (после внушительной победы в президентской кампании 1932 года над Г. Гувером, не сумевшим вывести страну из экономического кризиса) в первые сто дней своего президентства осуществил ряд важных реформ: была восстановлена банковская система, в мае подписал закон о создании Федеральной чрезвычайной администрации помощи голодным и безработным, был принят Закон о рефинансировании фермерской задолженности, а также Закон о восстановлении сельского хозяйства, который предусматривал государственный контроль за объёмом производства сельскохозяйственной продукции. Рузвельт считал наиболее перспективным Закон о восстановлении промышленности, который предусматривал целый комплекс правительственных мер по регулированию промышленности, ещё в ходе избирательной кампании он изложил основные идеи социально-экономических преобразований, получившие по рекомендации его советников («мозгового треста») название «Нового курса».
Если «бизнесмен» Гувер был известен своим детальным знанием банковской системы США — вплоть до структуры активов конкретных банков — «политик» Рузвельт часто просил посетителей провести произвольную линию на карте США: после этого он наизусть называл все округа, по которым она проходила, описывая политические особенности каждого. Новый президент долгие годы находился в политике и успевал вести обширную переписку — большая часть «его» писем была заверена поддельной подписью, которую профессионально ставил помощник, ответственный за «фабрику по написанию сообщений».
В 1935 году были проведены важные реформы в области труда (закон Вагнера), социального обеспечения, налогообложения, банковского дела.
Убедительная победа на выборах 1936 года позволила Рузвельту продолжить реформы, и в 1937—1938 гг. улучшить ситуацию в сферах гражданского строительства, заработной платы и трудового законодательства. Принятые Конгрессом по инициативе президента законы являлись смелым экспериментом государственного регулирования с целью изменения распределительного механизма экономики и социальной защиты населения.

## Антикризисные меры: «Новый курс» Рузвельта
В Чикаго, в ходе своего избрания кандидатом от демократической партии, Рузвельт произнёс фразу, которая дала название эпохе: «Я обещаю вам, я клянусь вам, что заключу новую сделку для американского народа». Предыдущая политическая деятельность Рузвельта не давала возможности установить, что конкретно он имел в виду под «новой сделкой» (новым курсом): последующие исследователи обращали внимание на его речь в 1926 году, произнесённую перед выпускниками университета, в которой будущий президент как отметил «головокружительные темпы перемен», так и предлагал сочетать их «с новым мышлением, с новыми ценностями» — он призывал своих слушателей не просто исполнять обязанности, но творчески искать новые решения. При этом реакционный председатель партии Раскоб расценивал сторонников Рузвельта как «толпу радикалов, которых я не считаю за демократов».
Для выхода из кризиса в 1933 году начал осуществляться Новый курс Рузвельта — различные меры, направленные на регулирование экономики. Некоторые из них, по современным представлениям, помогли устранить причины Великой депрессии, некоторые носили социальную направленность, помогая наиболее пострадавшим выжить, другие меры усугубили положение.
Почти сразу же после вступления в должность, в марте 1933 года, Рузвельту пришлось столкнуться с третьей волной банковской паники, на которую новый президент отреагировал закрытием банков на неделю и подготовкой за это время программы гарантирования вкладов.
Первые 100 дней президентства Рузвельта были отмечены интенсивной законодательной деятельностью. Конгресс разрешил создать Федеральную корпорацию страхования вкладов и Федеральную администрацию чрезвычайной помощи (ФАЧП), создание которой предписывалось Законом о восстановлении национальной экономики от 16 июля 1933 года. В задачи ФАЧП входило: а) строительство, ремонт и улучшение шоссе и магистралей, общественных зданий и любых других государственных предприятий и коммунальных удобств; б) сохранение естественных богатств и развитие их добычи, включая сюда контроль, использование и очищение вод, предотвращение почвенной и береговой эрозии, развитие водной энергетики, передачу электрической энергии, строительство различных речных и портовых сооружений и предотвращение наводнений.
Безработные активно привлекались к общественным работам. В общей сложности в 1933—1939 годах на общественных работах под эгидой Управления общественных работ (WPA) и администрации гражданских работ Civil Works Administration — СВА (это строительство каналов, дорог, мостов зачастую в необжитых и болотистых малярийных районах) численность занятых достигала 4 миллионов человек.
Через Конгресс были проведены также несколько законопроектов, регулирующих финансовую сферу: чрезвычайный банковской закон, Закон Гласса — Стиголла (1933 года) о разграничении инвестиционных и коммерческих банков, закон о кредитовании сельского хозяйства, закон о комиссии по ценным бумагам.
В сфере сельского хозяйства принятый 12 мая 1933 года закон о регулировании, который реструктурировал 12-миллиардный фермерский долг, сократил проценты по ипотечной задолженности и удлинил срок погашения всех долгов. Правительство получило возможность предоставить фермерам заём, и в течение последующих четырёх лет аграрные банки выдали полумиллиону земельных владельцев ссуды на общую сумму 2,2 млрд долларов на очень льготных условиях. Для поднятия цен на сельхозпродукцию законом от 12 мая фермерам рекомендовалось уменьшить производство, урезать посевные площади, снизить поголовье скота, а для компенсации возможных убытков создавался специальный фонд.
Итоги первого года президентства Рузвельта были неоднозначны: падение ВВП значительно замедлилось и составило лишь 2,1 % в 1933 году, но безработица выросла до 24,9 %.
После конфискации золота у населения в 1933 году, опираясь на закон о золотом резерве (принятый в январе 1934 года) Рузвельт издал 31 января 1934 года прокламацию, которая сокращала золотое содержание доллара с 25,8 до 15 5/21 грана и устанавливала официальную цену золота на уровне 35 долларов за унцию. Иными словами, доллар был девальвирован на 41 %.
Было составлено 557 основных и 189 дополнительных так называемых «кодексов честной конкуренции» в различных отраслях. Стороны гарантировали минимум зарплаты, а также единую зарплату для всех рабочих одной категории. Эти кодексы охватили 95 % всех промышленных рабочих. Такие кодексы сильно ограничивали конкуренцию.
Методы Рузвельта, резко повышавшие роль правительства, рассматривались как покушение на Конституцию США. В 1935 году Верховный суд США постановил, что Национальная администрация восстановления и вводящий её закон (National Industrial Recovery Act, NIRA) неконституционны. Причина была в фактической отмене в этом акте многих антимонопольных законов и закреплении за профсоюзами монополии на наём работников.
Государство решительно вторглось в сферу образования, здравоохранения, гарантировало прожиточный минимум, взяло на себя обязательство по обеспечению престарелых, инвалидов, неимущих. Расходы федерального правительства в 1932—1940 годах выросли более чем вдвое. Однако Рузвельт опасался несбалансированного бюджета и расходы на 1937 год, когда, казалось бы, экономика набрала уже достаточные обороты, были сокращены. Это снова погрузило страну в рецессию 1937—1938 годов.
Индекс промышленного производства составил в 1939 году только 90 % уровня 1932 года. В 1939 году безработица всё ещё оставалась на уровне 17 %.
По подсчётам экономистов-исследователей Великой депрессии Коула и Оханиана, без мер администрации Рузвельта по сдерживанию конкуренции уровень восстановления 1939 года мог быть достигнут пятью годами раньше.
Что интересно, во время мирового финансового кризиса, начавшегося в 2008 году, США использовало очень похожие методы борьбы с ходом и последствиями рецессии. Имел место выкуп государственных облигаций, а также постоянное снижение ставки ФРС. Денежная масса уже не была привязана к золотому запасу, что дало возможность включения «печатного станка».

## Вторая мировая война и завершение Великой депрессии
Хотя меры правительства и возымели некоторое действие, экономические неурядицы продолжались вплоть до 1941 г. Мобилизация мужчин на фронт и массированное финансирование военных заказов способствовали выходу американской экономики из Великой депрессии. Валовой национальный продукт за годы войны вырос вдвое, с 99,7 миллиарда долларов в 1939 г. до 210,1 миллиарда долларов в 1944 г. Безработица сократилась от 14 % в 1940 г. до менее 2 % в 1943 г. Миллионы студентов бросили учёбу, фермеры — малодоходные предприятия, бывшие домохозяйки устроились на работу, чтобы восполнить недостаток рабочих рук 12 миллионов мужчин, призванных на войну. Ещё в 1946 г. федеральное правительство продолжало тратить на свои заказы 30 % национального дохода, и это обусловило продолжение экономического бума.
В 1929 г. правительство тратило лишь 3 % национального дохода. В течение 1933—1939 гг. расходы правительства утроились, но государственный долг увеличился мало по сравнению с периодом, когда к 1944 г. из-за военных расходов он вырос до уровня 40 % валового национального продукта. В то же время из-за полной занятости и высокой заработной платы разница в уровне доходов бедных и богатых американцев существенно сократилась.
Некоторые указывают, что причиной окончания Великой депрессии стала Вторая мировая война, вызвавшая массовые закупки государством вооружения — бурный рост в американской промышленности начался лишь в 1939—1941 гг., на волне активного наращивания военных закупок.

## Последствия

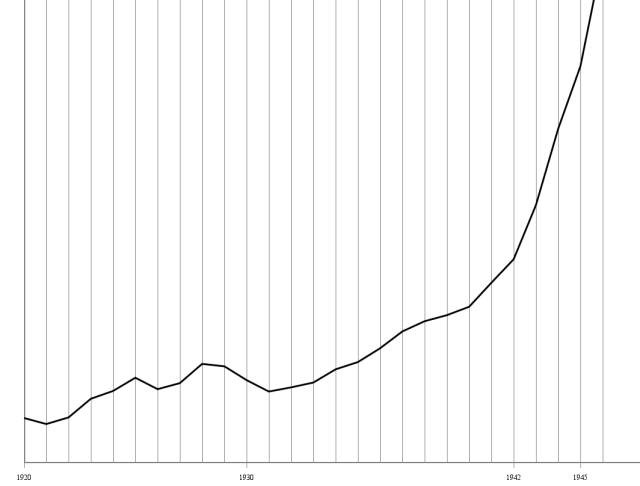
График ВВП Бразилии в 1920—1946 годах;
На экономике Бразилии кризис сказался очень сильно из-за её зависимости от агроэкспорта

- уровень промышленного производства был отброшен к уровню начала XX века, то есть на 30 лет назад;
- в индустриальных странах с развитой рыночной экономикой насчитывалось около 30 млн безработных;
- ухудшилось положение фермеров, мелких торговцев, представителей среднего класса. Многие оказались за чертой бедности;
- резко снизилась рождаемость.
- возросло количество сторонников как коммунистических, так и националистических партий (например, в Германии пришла к власти Национал-социалистическая немецкая рабочая партия).

## Экономические модели депрессии и её причины

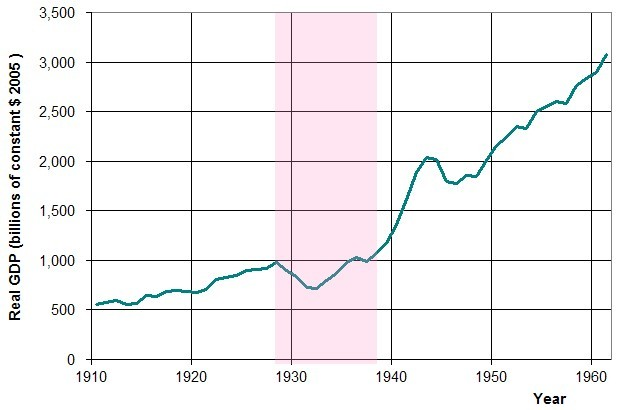
ВВП США в 1910—1960 годы, период Великой депрессии (1929—1939) выделены

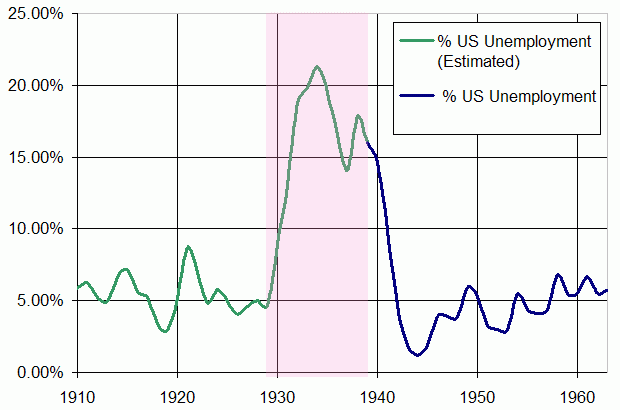
Безработица в США в 1910—1960 годы, время Великой депрессии (1929—1939) выделены

Экономисты не пришли к единому мнению о причинах Великой депрессии.
Существует ряд теорий на этот счёт, но, по всей видимости, в возникновении экономического кризиса сыграла свою роль совокупность факторов.
- Кейнсианское объяснение — нехватка денежной массы. Согласно Кейнсу, денежная масса должна быть обеспечена товаром. Однако это утверждение работает и в обратную сторону: при недостатке денежной массы произойдёт снижение индекса цен. В то время деньги были привязаны к золотому запасу, что ограничивало денежную массу. В то же время производство росло, на рубеже веков появились такие новые виды товаров, как автомобили, самолёты, радио. Количество товаров, как валовое, так и по ассортименту, увеличилось многократно. В результате ограниченности денежной массы и роста товарной массы возникла сильная дефляция — падение цен, которое вызвало финансовую нестабильность, банкротство многих предприятий, невозврат кредитов. Мощный мультипликативный эффект ударил даже по растущим отраслям.
- Монетаризм — кризис вызвала денежная политика ФРС. Сергей Мошенский предполагает, что основной причиной Великой депрессии были попытки сохранить нежизнеспособную систему золотого стандарта вместе с глобальным дисбалансом золотых запасов (переизбыток в США и дефицит в Европе)[75].
- Марксизм — очередной кризис перепроизводства, присущий капитализму.
- Экономический пузырь; инвестиции в производство сверх реальной необходимости.
- Стремительный прирост населения, обгонявший прирост рабочих мест, вызвал рост безработицы; большое количество детей в семье было характерным для прежнего аграрного способа производства (в среднем 3—5 детей на семью), однако в связи с прогрессом медицины и временным повышением уровня жизни серьёзно сократилась естественная убыль из-за болезней.
- Одним из факторов, подстегнувших наступление Великой депрессии, называют принятие Закона Смута — Хоули в 1930 году, вводившего высокие таможенные пошлины на импортные товары. Пытаясь таким образом защитить внутреннего производителя, правительство протекционистскими мерами повысило цены на ранее дешёвый импорт. Это в свою очередь снизило покупательную способность населения, а также вынудило другие страны применить контрмеры, навредившие американским экспортёрам. Лишь в середине 1930-х годов после вступления в силу Закона о соглашениях о взаимной торговле, существенно снизившего таможенные пошлины, международная торговля начала восстанавливаться, оказывая позитивное влияние на мировую экономику.
- Первая мировая война также послужила одной из причин Великой депрессии — американская экономика была сначала «накачана» военными заказами правительства, которые после окончания Первой Мировой резко сократились, что привело к рецессии в ВПК страны и в смежных секторах экономики.
- Маржинальная торговля на фондовых рынках. Суть схемы проста — можно приобрести акции компаний, внеся всего 10 % от их стоимости, остальная сумма является кредитом под залог этих же акций. Например, акции стоимостью 1000 долларов можно приобрести, обладая только сотней долларов. Этот тип сделок был популярен в 1920-е годы. Но в таком займе есть одна хитрость — брокер в любой момент может потребовать уплаты долга, и его нужно погасить в оговорённое время (обычно от 2 до 24 часов). Это называется маржевым требованием, и оно, как правило, вызывает продажу акций, купленных в кредит. 24 октября 1929 года после снижения цен на популярные акции нью-йоркские брокеры, которые выдавали маржевые займы, стали массово требовать уплаты по ним. Началась массовая распродажа акций и изыскание других источников. Необходимость оплаты по маржевым требованиям вызвала нехватку средств в банках по сходным причинам (так как активы банков были вложены в ценные бумаги и банки были вынуждены срочно продавать их) и привело к краху шестнадцати тысяч банков, что позволило международным банкирам не только скупить банки конкурентов, но и за сущие копейки скупить крупные американские компании. Когда общество было полностью разорено, банкиры Федерального резерва решили отменить в США золотой стандарт. С этой целью они решили собрать оставшееся в США золото. Так под предлогом борьбы с последствиями депрессии была проведена конфискация золота у населения США.

Сейчас большинство экономистов-неоклассиков полагает, что кризис в США усугубили неверные действия властей.
Классики монетаризма Милтон Фридман и Анна Шварц полагали, что ФРС виновата в создании «кризиса доверия», так как банкам не была вовремя оказана помощь и началась волна банкротств. Меры по расширению кредитования банков, аналогичные тем, которые принимались с 1932 года, по их мнению, могли быть приняты и раньше — в 1930 или 1931 году.
В 2002 году член совета директоров ФРС Бен Бернанке, выступая на 90−летии Милтона Фридмана, сказал: «Позвольте мне немного злоупотребить моим статусом как официального представителя ФРС. Я хотел бы сказать Милтону и Анне [Шварц]: что касается Великой депрессии — вы правы, это сделали мы. И мы очень огорчены. Но благодаря вам мы не сделаем это снова».

## Образ Великой депрессии в культуре
Книги
- «О мышах и людях» — повесть Джона Стейнбека (1937), действия которой разворачиваются во времена Великой депрессии.
- «Гроздья гнева» — роман Джона Стейнбека (1939). В 1940 году по роману был снят одноимённый фильм.
- «Автомобильный король» — роман Эптона Синклера (1937). Роман посвящён автомобильному магнату Генри Форду и его деятельности, включая расправу с голодающими рабочими в 1932 году.
- «Недобрый ветер» — роман Айрин Хант (1970) о скитаниях двух братьев-подростков из Чикаго во времена Великой депрессии.
- «Жареные зелёные помидоры в кафе „Полустанок“» — роман Фэнни Флэгг, часть из которого описывает времена Великой депрессии
- «Зелёная миля» — роман Стивена Кинга (1996). В 1999 году по этому роману был снят одноимённый фильм

Фильмы

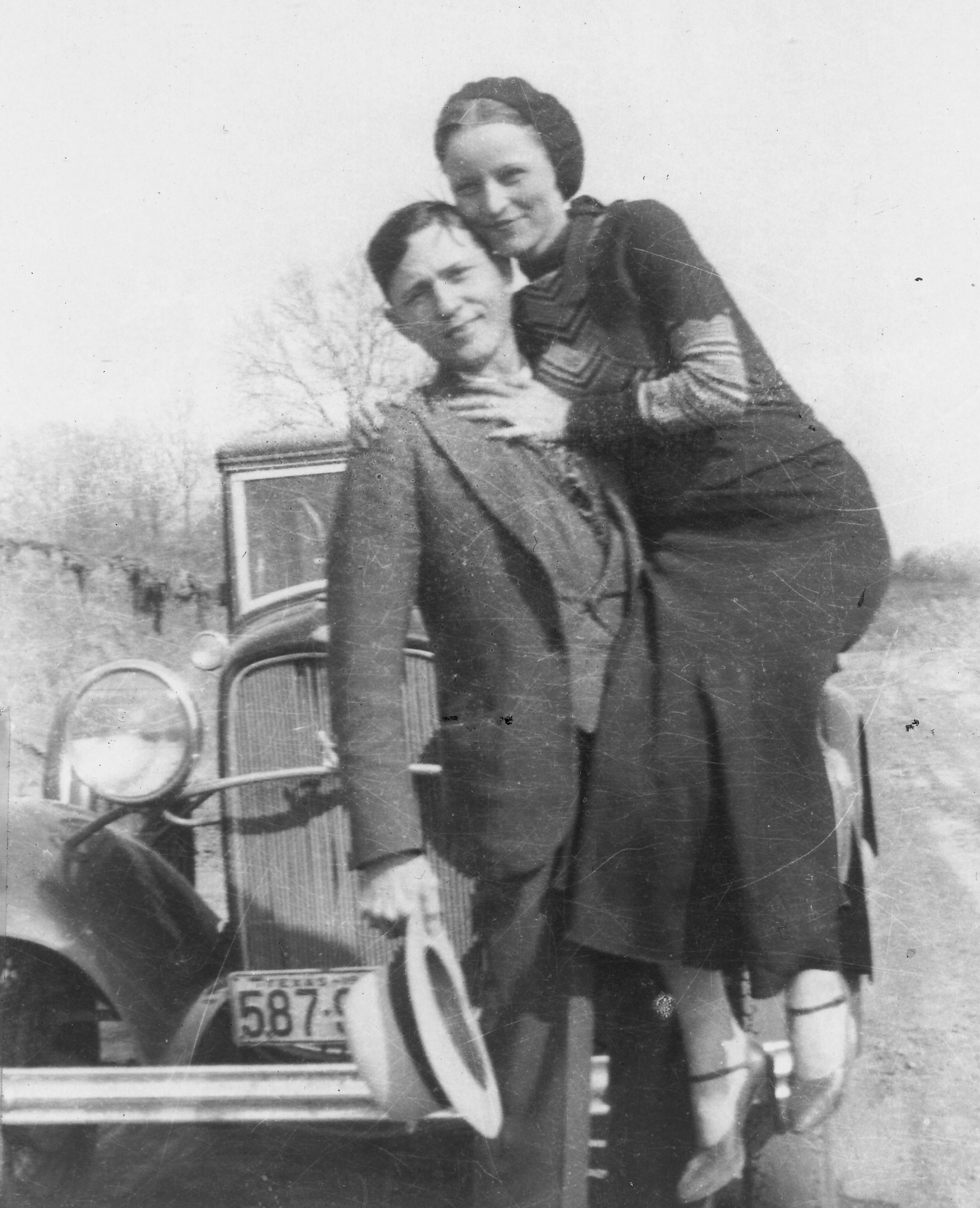
Грабители и убийцы Бонни и Клайд, ставшие популярными благодаря растиражированным прессой фотографиям в период Великой депрессии

- «Гроздья гнева» (1940) — единственная экранизация одноимённого романа Дж. Стэйнбека.
- «Легенда Багера Ванса» — спортивная драма о гольфисте из Саванны (штат Джорджия), действие которой происходит во время Великой депрессии.
- «Карнавал» — американский телевизионный сериал о бродячем цирке. События, о которых рассказывается в сериале, происходят во времена Великой депрессии.
- «Бонни и Клайд» — фильм об истории Бонни и Клайда — известных американских грабителей, действовавших во времена Великой депрессии.
- «Бумажная луна» — фильм режиссёра Питера Богдановича (1973), где отражены некоторые черты Великой депрессии.
- «Джонни Д.» — фильм об известном грабителе банков — Джоне Диллинджере. Действие происходит в период Великой депрессии.
- «Кит Киттредж: Загадка американской девочки» — американский фильм 2008 года. Действие происходит в период великой депрессии.
- «Однажды в Америке» — гангстерский фильм Серджо Леоне (1984), частично основанный на автобиографическом произведении Гарри Грэя. Фильм в форме комбинирования сцен из различных временных отрезков рассказывает историю друзей, гангстеров и бутлегеров, встретившихся в начале двадцатого века в еврейском квартале Нью-Йорка и разбогатевших во времена сухого закона в США в 1930-х годах.
- «Ветер в спину» — канадский сериал, рассказывающий о тяжёлых для всей Америки 1920—1930-х годах.
- «Воды слонам!» — книга Сары Груэн о парне, который из-за нехватки денег во времена Великой депрессии попадает в цирк и там заводит роман с женой владельца цирка — властного и временами жестокого. В 2011 году по мотивам книги был снят одноимённый фильм.
- «Загнанных лошадей пристреливают, не правда ли?» — книга Хораса Маккоя (1935) и одноимённый фильм (1969) режиссёра Сидни Поллака о танцевальных марафонах в тяжёлые годы Великой депрессии.
- «О, где же ты, брат?» — фильм братьев Коэн (2000), действие происходит во времена Великой депрессии.
- «Догвилль» — действие фильма Ларса фон Триера (2003) происходит во времена Великой депрессии.
- «Царь горы» — в фильме режиссёра Стивена Содерберга показана жизнь мальчика, детство которого пришлось на 30-е годы.
- «Император Севера» — в фильме Роберта Олдрича (1973) показана особая субкультура нищих и бродяг в эпоху Великой депрессии в США, которые перемещались по Америке, нелегально подсаживаясь на проходящие мимо грузовые поезда.
- «Неприкасаемые» — фильм (1987) о борьбе ФБР с мафией в годы Великой депрессии.
- «Проклятый путь» — фильм о межклановых войнах мафии во времена Великой депрессии.
- «Нокдаун (фильм, 2005)» - фильм режиссёра Рона Ховарда, вышедший на экраны в 2005 году. Фильм основан на биографии американского боксёра Джеймса Брэддока. во времена великой депрессии в США
- «Цирк бабочек» — короткометражный независимый фильм (2009) американского режиссёра Джошуа Вайгеля с Ником Вуйчичем, Дагом Джонсом и Эдуардо Верастеги в главных ролях. Действие картины разворачивается в годы Великой депрессии.
- «12 могучих сирот» — спортивно-драматический фильм 2021 года.

Прочее
- Кинг-Конг и Микки Маус — культурные мифы, связанные со временем Великой депрессии[77].
- «Great depression» — песня группы «Soulfly» о Великой депрессии.
- «Mafia» — действие игры происходит в США и длится с 1930 по 1938 год, то есть частично охватывает период Великой депрессии.